# Club Brugge in het seizoen 2014/15
Dit artikel beschrijft de prestaties van voetbalclub Club Brugge in het seizoen 2014-2015.

## Spelers A-kern
| No. | Land                 | Naam                 | Competitie | Beker van België | Europa League | Positie                                                           |
| --- | -------------------- | -------------------- | ---------- | ---------------- | ------------- | ----------------------------------------------------------------- |
| 1   | Vlag van Australië   | Mathew Ryan          | 36 (0)     | 5 (0)            | 16 (0)        | Doelman                                                           |
| 2   | Vlag van België      | Davy De fauw         | 18 (0)     | 5 (1)            | 10 (0)        | Rechtsachter / Centrale verdediger / Verdedigende middenvelder    |
| 3   | Vlag van België      | Timmy Simons         | 39 (7)     | 7 (0)            | 15 (0)        | Verdedigende middenvelder / Centrale verdediger                   |
| 4   | Vlag van Costa Rica  | Óscar Duarte         | 31 (4)     | 5 (0)            | 15 (1)        | Centrale verdediger                                               |
| 5   | Vlag van Chili       | Francisco Silva      | 10 (0)     | 3 (0)            | 7 (0)         | Verdedigende middenvelder / Rechtsachter / Centrale verdediger    |
| 6   | Vlag van Brazilië    | Fernando Menegazzo ¹ | 10 (1)     | 1 (0)            | 9 (1)         | Centrale middenvelder                                             |
| 6   | Vlag van Brazilië    | Claudemir ²          | 11 (1)     | 3 (0)            | 0 (0)         | Centrale middenvelder                                             |
| 7   | Vlag van Spanje      | Víctor Vázquez       | 29 (4)     | 4 (2)            | 13 (5)        | Aanvallende middenvelder                                          |
| 8   | Vlag van Israël      | Lior Refaelov        | 29 (10)    | 4 (2)            | 14 (6)        | Flankaanvaller / Aanvallende middenvelder                         |
| 9   | Vlag van België      | Tom De Sutter        | 29 (10)    | 5 (4)            | 10 (3)        | Spits / Aanvallende middenvelder                                  |
| 10  | Vlag van Denemarken  | Jesper Jørgensen ³   | 4 (1)      | 0 (0)            | 4 (0)         | Centrale middenvelder                                             |
| 11  | Vlag van België      | Jonathan Blondel *   | 0 (0)      | 0 (0)            | 0 (0)         | Centrale middenvelder                                             |
| 13  | Vlag van Griekenland | Sokratis Dioudis     | 0 (0)      | 0 (0)            | 0 (0)         | Doelman                                                           |
| 14  | Vlag van Kroatië     | Fran Brodić          | 0 (0)      | 0 (0)            | 0 (0)         | Spits / Aanvallende middenvelder                                  |
| 15  | Vlag van China       | Wang Shangyuan       | 0 (0)      | 0 (0)            | 0 (0)         | Aanvallende middenvelder                                          |
| 16  | Vlag van België      | Maxime Lestienne ³   | 4 (0)      | 0 (0)            | 3 (0)         | Flankaanvaller                                                    |
| 17  | Vlag van Polen       | Waldemar Sobota ¹    | 11 (0)     | 0 (0)            | 6 (1)         | Rechtsbuiten                                                      |
| 18  | Vlag van Brazilië    | Felipe Gedoz         | 20 (5)     | 6 (3)            | 9 (1)         | Aanvallende middenvelder / Flankaanvaller                         |
| 19  | Vlag van België      | Thomas Meunier       | 29 (2)     | 5 (0)            | 11 (0)        | Flankaanvaller / Rechtsachter                                     |
| 22  | Vlag van Colombia    | José Izquierdo       | 31 (12)    | 6 (2)            | 6 (0)         | Flankaanvaller / Spits                                            |
| 24  | Vlag van Griekenland | Valentinos Vlachos ¹ | 0 (0)      | 0 (0)            | 0 (0)         | Rechtsachter                                                      |
| 24  | Vlag van Nederland   | Stefano Denswil ²    | 10 (0)     | 2 (0)            | 0 (0)         | Centrale verdediger                                               |
| 25  | Vlag van Nederland   | Ruud Vormer          | 28 (7)     | 6 (0)            | 10 (1)        | Centrale middenvelder / Verdedigende middenvelder                 |
| 28  | Vlag van België      | Laurens De Bock      | 36 (0)     | 5 (0)            | 13 (1)        | Linksachter / Centrale verdediger                                 |
| 30  | Vlag van Chili       | Nicolás Castillo ¹   | 18 (8)     | 3 (1)            | 6 (2)         | Spits                                                             |
| 32  | Vlag van België      | Vadis Odjidja-Ofoe ³ | 3 (0)      | 0 (0)            | 1 (0)         | Centrale middenvelder                                             |
| 33  | Vlag van Servië      | Vladan Kujović       | 3 (0)      | 2 (0)            | 0 (0)         | Doelman                                                           |
| 40  | Vlag van België      | Björn Engels         | 7 (3)      | 1 (0)            | 4 (0)         | Centrale verdediger                                               |
| 42  | Vlag van België      | Nikola Storm         | 21 (0)     | 6 (2)            | 7 (0)         | Flankaanvaller / Rechtsachter                                     |
| 43  | Vlag van België      | Sander Coopman       | 6 (0)      | 0 (0)            | 2 (0)         | Centrale middenvelder / Flankaanvaller / Aanvallende middenvelder |
| 44  | Vlag van België      | Brandon Mechele      | 29 (2)     | 6 (1)            | 13 (0)        | Centrale verdediger                                               |
| 45  | Vlag van België      | Tuur Dierckx         | 12 (1)     | 2 (0)            | 5 (0)         | Flankaanvaller                                                    |
| 58  | Vlag van België      | Obbi Oulare          | 19 (3)     | 3 (2)            | 8 (2)         | Spits                                                             |
| 63  | Vlag van België      | Boli Bolingoli       | 10 (0)     | 3 (2)            | 6 (3)         | Linksbuiten / Linksachter                                         |

 Aanvoerder

¹ Vertrokken tijdens de winterstop.

² Aangeworven tijdens de winterstop.

³ Vertrokken tijdens de zomermaanden.

* Blondel maakte in januari 2015 een einde aan zijn spelerscarrière.

## Uitrustingen
Shirtsponsor(s): Club Brugge Foundation (voorzijde) / Mithra (mouw)  / Pro League + Damiaanactie (mouw) / Proximus (achterzijde)

Sportmerk: Nike
| Thuis | Uit | Alternatief | Alternatief | Doelman | Doelman | Training |

#### Opmerking
1. ↑  Vanaf 16 januari 2015.

## Trainersstaf
| Functie                                      | Naam                                | Nationaliteit |
| -------------------------------------------- | ----------------------------------- | ------------- |
| Hoofdtrainer                                 | Michel Preud'homme                  | België        |
| Assistent-trainer / Linietrainer verdediging | Philippe Clement                    | België        |
| Assistent-trainer / Linietrainer middenveld  | Stephan Van der Heyden              | België        |
| Assistent-trainer                            | Stan Van den Buijs                  | België        |
| Keeperstrainer                               | Jan Van Steenberghe                 | België        |
| Linietrainer aanval                          | Kenneth Brylle                      | Denemarken    |
| Performance coach                            | Siebe Hannosset                     | België        |
| Fysiektrainers                               | Joost Desender, Renaat Philippaerts | België        |

## Bestuur
| Functie            | Naam             | Nationaliteit | Opmerking                |
| ------------------ | ---------------- | ------------- | ------------------------ |
| Voorzitter         | Bart Verhaeghe   | België        |                          |
| Algemeen manager   | Vincent Mannaert | België        |                          |
| Sportief directeur | Arnar Grétarsson | IJsland       | T.e.m. 1 september 2014. |

## Resultaten
Een overzicht van de competities waaraan Club in het seizoen 2014-2015 deelnam.
| Seizoen 2014/15    | Seizoen 2014/15 | Seizoen 2014/15                      |
| Competitie         | Resultaat       | Uitgeschakeld door / Tegenstander(s) |
| ------------------ | --------------- | ------------------------------------ |
| Jupiler Pro League | Vicekampioen    |                                      |
| Beker van België   | Winnaar         |                                      |
| Europa League      | 1/4 finale      | Dnipro Dnipropetrovsk                |

## Transfers

### Zomer

#### Uitgaand
- Tom Høgli (V, FC Kopenhagen)
- Jim Larsen (V, FC Midtjylland)
- Fredrik Stenman (V, Djurgårdens IF)
- Elton Monteiro (V, SC Braga)
- Enoch Adu (M, Malmö FF)
- Spyros Fourlanos (M, Panionios)
- Ivan Tričkovski (A, Al-Nassr)
- Kehinde Fatai (A, Astra Giurgiu; einde huur)
- Mohamed Tchité (A; contract ontbonden,onbekend)
- Eiður Guðjohnsen (A; einde contract, Bolton Wanderers FC)
- Vadis Odjidja-Ofoe (M, Norwich City)
- Maxime Lestienne (A, Al-Arabi)
- Jesper Jørgensen (M, Zulte Waregem)

##### Verhuurd
- Sven Dhoest (DM, Mouscron-Péruwelz tot juni 2015)
- Birger Verstraete (M, Mouscron-Péruwelz tot juni 2015)
- Zinho Gano (A, Mouscron-Péruwelz tot juni 2015)
- Jimmy De Jonghe (V, KSV Roeselare tot juni 2015)
- Mushaga Bakenga (A, Eintracht Braunschweig tot maart 2015)
- Valērijs Šabala (A, Anorthosis Famagusta tot januari 2015)
- Tuur Dierckx (A, KV Kortrijk tot februari 2015)

#### Inkomend
- Valērijs Šabala (A, Skonto Riga)
- Davy De fauw (V, Zulte Waregem)
- Fernando Menegazzo (M, Al Shabab)
- Sokratis Dioudis (DM, Aris FC)
- José Izquierdo (A, Once Caldas)
- Felipe Gedoz (M, Defensor Sporting)
- Fran Brodić (A, Dinamo Zagreb)
- Ruud Vormer (M, Feyenoord)

##### Gehuurd
- Francisco Silva (M, CA Osasuna tot juni 2015)

### Winter

##### Uitgaand
- Valentinos Vlachos (V) (contract verbroken)
- Fernando Menegazzo (M) (contract verbroken)
- Jonathan Blondel (M) (gestopt, contract verbroken)
- Wang Shangyuan (M, Guangzhou Evergrande )

##### Verhuurd
- Valērijs Šabala (A, FK Baumit Jablonec tot juni 2015)
- Waldemar Sobota (M, FC St. Pauli tot juni 2015)
- Nicolás Castillo (A, FSV Mainz 05 tot juni 2015)
- Mushaga Bakenga (A, Molde FK tot juni 2015)

#### Inkomend
- Stefano Denswil (V, Ajax)
- Claudemir (M, FC Kopenhagen)
- Tuur Dierckx (A, KV Kortrijk; einde huur)

## Jupiler Pro League

### Wedstrijden
| Wedstrijddetails                                               | Thuisploeg                                                    | Uitslag                 | Uitploeg                                                                                    | Opstelling | Kaarten                                              |
| -------------------------------------------------------------- | ------------------------------------------------------------- | ----------------------- | ------------------------------------------------------------------------------------------- | --- | ---------------------------------------------------- |
| Heenronde                                                      |                                                               |                         |                                                                                             | |                                                      |
| 26 juli 2014 18:00 Freethiel Beveren                           | Waasland-Beveren                                              | 0-2                     | Club Brugge                                                                                 | Ryan Meunier, Mechele, Duarte, De Bock Refaelov (89' Dierckx), Simons, Menegazzo Storm (75' Lestienne), Castillo, Sobota (46' Vázquez) | 42' Sobota                                           |
| 26 juli 2014 18:00 Freethiel Beveren                           |                                                               | 0-1 0-2                 | 50' Castillo 77' Duarte                                                                     | Ryan Meunier, Mechele, Duarte, De Bock Refaelov (89' Dierckx), Simons, Menegazzo Storm (75' Lestienne), Castillo, Sobota (46' Vázquez) | 42' Sobota                                           |
| 3 augustus 2014 18:00 Jan Breydelstadion Brugge                | Club Brugge                                                   | 1-0                     | Lierse SK                                                                                   | Ryan Meunier, Mechele, Duarte, De Bock Vázquez (71' Storm), Simons, Menegazzo Refaelov, Castillo (84' Jørgensen), Lestienne (76' Sobota) | 85' Duarte                                           |
| 3 augustus 2014 18:00 Jan Breydelstadion Brugge                | 43' Refaelov                                                  | 1-0                     |                                                                                             | Ryan Meunier, Mechele, Duarte, De Bock Vázquez (71' Storm), Simons, Menegazzo Refaelov, Castillo (84' Jørgensen), Lestienne (76' Sobota) | 85' Duarte                                           |
| 10 augustus 2014 20:00 Regenboogstadion Waregem                | Zulte Waregem                                                 | 1-1                     | Club Brugge                                                                                 | Ryan Meunier, Engels, Mechele, De Bock Vázquez (88' Odjidja), Simons, Menegazzo Sobota (75' Storm), Castillo, Lestienne (75' De fauw) | 22' Castillo                                         |
| 10 augustus 2014 20:00 Regenboogstadion Waregem                | 65' Plet                                                      | 0-1 1-1                 | 49' Castillo                                                                                | Ryan Meunier, Engels, Mechele, De Bock Vázquez (88' Odjidja), Simons, Menegazzo Sobota (75' Storm), Castillo, Lestienne (75' De fauw) | 22' Castillo                                         |
| 15 augustus 2014 20:30 Jan Breydelstadion Brugge               | Club Brugge                                                   | 1-1                     | Cercle Brugge                                                                               | Ryan Meunier, Engels, Duarte, De Bock Jørgensen (83' Odjidja), Simons, Menegazzo (73' Lestienne) Storm (83' Dierckx), Castillo, Vázquez | 36' Menegazzo 44' Meunier 71' Castillo 90+2' De Bock |
| 15 augustus 2014 20:30 Jan Breydelstadion Brugge               | 29' Castillo                                                  | 1-0 1-1                 | 66' Kabananga                                                                               | Ryan Meunier, Engels, Duarte, De Bock Jørgensen (83' Odjidja), Simons, Menegazzo (73' Lestienne) Storm (83' Dierckx), Castillo, Vázquez | 36' Menegazzo 44' Meunier 71' Castillo 90+2' De Bock |
| 24 augustus 2014 18:00 Achter de Kazerne Mechelen              | KV Mechelen                                                   | 3-1                     | Club Brugge                                                                                 | Ryan De fauw (74' Castillo), Engels, Mechele, De Bock Jørgensen (58' Storm), Simons, Menegazzo (67' Odjidja) Meunier, Vázquez, Sobota | 21' Meunier 27' Engels                               |
| 24 augustus 2014 18:00 Achter de Kazerne Mechelen              | 25' Veselinović 50' Cordaro 90+2' Claes                       | 0-1 1-1 2-1 3-1         | 10' Simons                                                                                  | Ryan De fauw (74' Castillo), Engels, Mechele, De Bock Jørgensen (58' Storm), Simons, Menegazzo (67' Odjidja) Meunier, Vázquez, Sobota | 21' Meunier 27' Engels                               |
| 31 augustus 2014 14:30 Jan Breydelstadion Brugge               | Club Brugge                                                   | 2-2                     | RSC Anderlecht                                                                              | Ryan Meunier, Engels, Duarte, De Bock Vázquez (90+2' Dierckx), Simons, Menegazzo (46' Jørgensen) Storm, Castillo, Sobota (80' Bolingoli) Club Brugge speelde in uniek thuistenue met als opschrift Special Olympics 2014.                     | 23' Castillo 35' Menegazzo 89' Castillo              |
| 31 augustus 2014 14:30 Jan Breydelstadion Brugge               | 49' Jørgensen 68' Engels                                      | 0-1 0-2 1-2 2-2         | 7' Defour 16' Mitrovic                                                                      | Ryan Meunier, Engels, Duarte, De Bock Vázquez (90+2' Dierckx), Simons, Menegazzo (46' Jørgensen) Storm, Castillo, Sobota (80' Bolingoli) Club Brugge speelde in uniek thuistenue met als opschrift Special Olympics 2014.                     | 23' Castillo 35' Menegazzo 89' Castillo              |
| 14 september 2014 14:30 Cristal Arena Genk                     | KRC Genk                                                      | 1-1                     | Club Brugge                                                                                 | Ryan Meunier, Engels, Duarte, De Bock Vormer, Simons, Gedoz (85' De fauw) Storm (64' Oulare), Vázquez, Sobota (54' Izquierdo) | 59' Ryan 71' Oulare 87' Meunier                      |
| 14 september 2014 14:30 Cristal Arena Genk                     | 45' Cissé                                                     | 1-0 1-1                 | 45+1' Gedoz                                                                                 | Ryan Meunier, Engels, Duarte, De Bock Vormer, Simons, Gedoz (85' De fauw) Storm (64' Oulare), Vázquez, Sobota (54' Izquierdo) | 59' Ryan 71' Oulare 87' Meunier                      |
| 21 september 2014 18:00 Jan Breydelstadion Brugge              | Club Brugge                                                   | 5-0                     | KV Kortrijk                                                                                 | Ryan Meunier, Mechele, Duarte, De Bock Sobota, Vormer, Simons, Vázquez (75' Storm) Gedoz (81' Menegazzo), Oulare (56' Izquierdo) | 45+1' Vormer                                         |
| 21 september 2014 18:00 Jan Breydelstadion Brugge              | 39' Oulare 74' Vázquez 83' Izquierdo 88' Simons 90' Menegazzo | 1-0 2-0 3-0 4-0 5-0     |                                                                                             | Ryan Meunier, Mechele, Duarte, De Bock Sobota, Vormer, Simons, Vázquez (75' Storm) Gedoz (81' Menegazzo), Oulare (56' Izquierdo) | 45+1' Vormer                                         |
| 28 september 2014 20:00 Albertparkstadion Oostende             | KV Oostende                                                   | 2-2                     | Club Brugge                                                                                 | Ryan Meunier, Engels, Duarte, De Bock Vormer, Simons, Gedoz Izquierdo (67' Refaelov), Castillo (61' Oulare), Sobota (78' Storm) | 90+4' Meunier                                        |
| 28 september 2014 20:00 Albertparkstadion Oostende             | 14' Siani 61' Canesin                                         | 0-1 1-1 2-1 2-2         | 8' Engels 71' Engels                                                                        | Ryan Meunier, Engels, Duarte, De Bock Vormer, Simons, Gedoz Izquierdo (67' Refaelov), Castillo (61' Oulare), Sobota (78' Storm) | 90+4' Meunier                                        |
| 5 oktober 2014 14:30 Jan Breydelstadion Brugge                 | Club Brugge                                                   | 3-0                     | Standard Luik                                                                               | Ryan Meunier, Engels, Duarte, De Bock Vormer (46' Silva), Simons, Vázquez Gedoz (61' Refaelov), De Sutter (82' Castillo), Izquierdo | 34' Vormer                                           |
| 5 oktober 2014 14:30 Jan Breydelstadion Brugge                 | 28' Simons 90+1' Simons 90+6' Castillo                        | 1-0 2-0 3-0             |                                                                                             | Ryan Meunier, Engels, Duarte, De Bock Vormer (46' Silva), Simons, Vázquez Gedoz (61' Refaelov), De Sutter (82' Castillo), Izquierdo | 34' Vormer                                           |
| 19 oktober 2014 18:00 Daknamstadion Lokeren                    | KSC Lokeren                                                   | 1-3                     | Club Brugge                                                                                 | Ryan Meunier, Duarte, Mechele, De Bock Menegazzo (79' Silva), Simons, Vázquez Refaelov, De Sutter (82' Castillo), Izquierdo (69 ' Gedoz) | 39' De Bock 56' Refaelov 89' Silva                   |
| 19 oktober 2014 18:00 Daknamstadion Lokeren                    | 16' Vanaken                                                   | 0-1 1-1 1-2 1-3         | 4' Izquierdo 73' Gedoz 90+4' Refaelov                                                       | Ryan Meunier, Duarte, Mechele, De Bock Menegazzo (79' Silva), Simons, Vázquez Refaelov, De Sutter (82' Castillo), Izquierdo (69 ' Gedoz) | 39' De Bock 56' Refaelov 89' Silva                   |
| 26 oktober 2014 14:30 Jan Breydelstadion Brugge                | Club Brugge                                                   | 2-2                     | AA Gent                                                                                     | Ryan Meunier, Duarte, Mechele, De Bock Menegazzo, Simons, Gedoz (82' Vázquez) Refaelov, De Sutter (66' Oulare), Izquierdo (55' Silva) | 52' Duarte                                           |
| 26 oktober 2014 14:30 Jan Breydelstadion Brugge                | 33' De Sutter 44' De Sutter                                   | 0-1 1-1 2-1 2-2         | 13' Miličević 64' Rafinha                                                                   | Ryan Meunier, Duarte, Mechele, De Bock Menegazzo, Simons, Gedoz (82' Vázquez) Refaelov, De Sutter (66' Oulare), Izquierdo (55' Silva) | 52' Duarte                                           |
| 30 oktober 2014 20:30 Le Canonnier Moeskroen                   | Mouscron-Péruwelz                                             | 1-4                     | Club Brugge                                                                                 | Ryan Meunier, Duarte, Mechele, De Bock Vormer, Simons, Vázquez (72' Izquierdo) Refaelov, De Sutter (67' Castillo), Gedoz (76' Sobota) | 22' Gedoz                                            |
| 30 oktober 2014 20:30 Le Canonnier Moeskroen                   | 88' Perez                                                     | 0-1 0-2 0-3 0-4 1-4     | 26' Gedoz 49' De Sutter 65' De Sutter 72' Castillo                                          | Ryan Meunier, Duarte, Mechele, De Bock Vormer, Simons, Vázquez (72' Izquierdo) Refaelov, De Sutter (67' Castillo), Gedoz (76' Sobota) | 22' Gedoz                                            |
| 2 november 2014 18:00 Stade du Pays de Charleroi Charleroi     | Sporting Charleroi                                            | 0-0                     | Club Brugge                                                                                 | Ryan Meunier, Duarte, Mechele, De Bock Vormer, Silva (65' Simons), Vázquez Izquierdo (65' Castillo), De Sutter (79' Oulare), Gedoz | 23' Mechele                                          |
| 2 november 2014 18:00 Stade du Pays de Charleroi Charleroi     |                                                               |                         |                                                                                             | Ryan Meunier, Duarte, Mechele, De Bock Vormer, Silva (65' Simons), Vázquez Izquierdo (65' Castillo), De Sutter (79' Oulare), Gedoz | 23' Mechele                                          |
| 9 november 2014 18:00 Jan Breydelstadion Brugge                | Club Brugge                                                   | 5-0                     | KVC Westerlo                                                                                | Ryan Meunier, Duarte, Mechele, De Bock (63' De fauw) Vormer, Simons, Vázquez (81' Storm) Refaelov, Castillo, Gedoz (64' Izquierdo) Club Brugge speelde in het thuistenue met opschrift ONE CLUB ONE FAMILY ONE PASSION .                      | 10' Vázquez 55' Gedoz                                |
| 9 november 2014 18:00 Jan Breydelstadion Brugge                | 7' Castillo 24' Simons 52' Duarte 60' Castillo 89' Castillo   | 1-0 2-0 3-0 4-0 5-0     |                                                                                             | Ryan Meunier, Duarte, Mechele, De Bock (63' De fauw) Vormer, Simons, Vázquez (81' Storm) Refaelov, Castillo, Gedoz (64' Izquierdo) Club Brugge speelde in het thuistenue met opschrift ONE CLUB ONE FAMILY ONE PASSION .                      | 10' Vázquez 55' Gedoz                                |
| Terugronde                                                     |                                                               |                         |                                                                                             | |                                                      |
| 22 november 2014 20:30 Jan Breydelstadion Brugge               | Club Brugge                                                   | 4-2                     | Waasland-Beveren                                                                            | Ryan Meunier, De fauw, Duarte, De Bock Vormer, Simons, Vázquez (78' Sobota) Refaelov, De Sutter (71' Castillo), Izquierdo (71' Gedoz) |                                                      |
| 22 november 2014 20:30 Jan Breydelstadion Brugge               | 16' Robson (own) 51' Simons 68' Meunier 72' Vormer            | 1-0 1-1 2-1 2-2 3-2 4-2 | 27' Robson 62' Emond                                                                        | Ryan Meunier, De fauw, Duarte, De Bock Vormer, Simons, Vázquez (78' Sobota) Refaelov, De Sutter (71' Castillo), Izquierdo (71' Gedoz) |                                                      |
| 30 november 2014 14:30 Constant Vanden Stockstadion Anderlecht | RSC Anderlecht                                                | 2-2                     | Club Brugge                                                                                 | Ryan De fauw, Duarte, Mechele, De Bock Vormer (83' Storm), Simons, Vázquez Refaelov, De Sutter (75' Castillo), Izquierdo (59' Gedoz) | 54' Vormer 77' Gedoz 87' Refaelov                    |
| 30 november 2014 14:30 Constant Vanden Stockstadion Anderlecht | 33' Praet 55' Deschacht                                       | 0-1 1-1 2-1 2-2         | 26' Vázquez 89' Vázquez                                                                     | Ryan De fauw, Duarte, Mechele, De Bock Vormer (83' Storm), Simons, Vázquez Refaelov, De Sutter (75' Castillo), Izquierdo (59' Gedoz) | 54' Vormer 77' Gedoz 87' Refaelov                    |
| 7 december 2014 14:30 Jan Breydelstadion Brugge                | Club Brugge                                                   | 2-1                     | Zulte Waregem                                                                               | Ryan Silva (45' Storm), Duarte, Mechele, De fauw Vormer, Simons, Vázquez Refaelov (90' Sobota), De Sutter (70' Castillo), Izquierdo | 85' Vormer                                           |
| 7 december 2014 14:30 Jan Breydelstadion Brugge                | 16' Mechele 90' Vázquez                                       | 1-0 2-0 2-1             | 90+3' Troisi                                                                                | Ryan Silva (45' Storm), Duarte, Mechele, De fauw Vormer, Simons, Vázquez Refaelov (90' Sobota), De Sutter (70' Castillo), Izquierdo | 85' Vormer                                           |
| 14 december 2014 14:30 Stade Maurice Dufrasne Luik             | Standard Luik                                                 | 1-3                     | Club Brugge                                                                                 | Ryan Meunier, Duarte, Mechele, De fauw Vormer, Simons, Vázquez (87' Menegazzo) Refaelov, Castillo (67' De Sutter), Izquierdo (78' Gedoz) | 52' Vázquez                                          |
| 14 december 2014 14:30 Stade Maurice Dufrasne Luik             | 13' Faty                                                      | 1-0 1-1 1-2 1-3         | 30' Refaelov 35' Meunier 82' Vormer                                                         | Ryan Meunier, Duarte, Mechele, De fauw Vormer, Simons, Vázquez (87' Menegazzo) Refaelov, Castillo (67' De Sutter), Izquierdo (78' Gedoz) | 52' Vázquez                                          |
| 21 december 2014 18:00 Jan Breydelstadion Brugge               | Club Brugge                                                   | 4-1                     | KRC Genk                                                                                    | Ryan Meunier, Duarte, Mechele, De fauw Vormer (88' De Bock), Simons, Gedoz Refaelov, Castillo (68' De Sutter), Storm (84' Izquierdo) Club Brugge speelde in uniek thuistenue met opschrift UNICEF.                                            | 39' Vormer 44' Mechele                               |
| 21 december 2014 18:00 Jan Breydelstadion Brugge               | 45+3' Duarte 55' Vormer 72' Refaelov 87' Izquierdo            | 0-1 1-1 2-1 3-1 4-1     | 42' Mboyo                                                                                   | Ryan Meunier, Duarte, Mechele, De fauw Vormer (88' De Bock), Simons, Gedoz Refaelov, Castillo (68' De Sutter), Storm (84' Izquierdo) Club Brugge speelde in uniek thuistenue met opschrift UNICEF.                                            | 39' Vormer 44' Mechele                               |
| 26 december 2014 18:00 Herman Vanderpoortenstadion Lier        | Lierse SK                                                     | 0-6                     | Club Brugge                                                                                 | Ryan Meunier (69' Silva), Duarte, Mechele (80' Bolingoli), De Bock De fauw, Simons, Refaelov Gedoz, De Sutter (72' Oulare), Izquierdo | 90' Ryan 90' Silva                                   |
| 26 december 2014 18:00 Herman Vanderpoortenstadion Lier        |                                                               | 0-1 0-2 0-3 0-4 0-5 0-6 | 10' Matoukou (own) 26' Matoukou (own) 33' Refaelov 38' Izquierdo 41' De Sutter 72' Refaelov | Ryan Meunier (69' Silva), Duarte, Mechele (80' Bolingoli), De Bock De fauw, Simons, Refaelov Gedoz, De Sutter (72' Oulare), Izquierdo | 90' Ryan 90' Silva                                   |
| 16 januari 2015 20:30 Jan Breydelstadion Brugge                | Club Brugge                                                   | 1-1                     | KV Mechelen                                                                                 | Kujović Meunier, Duarte, Mechele, De Bock Vormer, Simons, Refaelov Gedoz (62' Gedoz), Castillo, Izquierdo (80' Bolingoli) | 17' Izquierdo 23' Refaelov                           |
| 16 januari 2015 20:30 Jan Breydelstadion Brugge                | 90+2' De Sutter                                               | 0-1 1-1                 | 58' Naessens                                                                                | Kujović Meunier, Duarte, Mechele, De Bock Vormer, Simons, Refaelov Gedoz (62' Gedoz), Castillo, Izquierdo (80' Bolingoli) | 17' Izquierdo 23' Refaelov                           |
| 25 januari 2015 18:00 Jan Breydelstadion Brugge                | Cercle Brugge                                                 | 0-3                     | Club Brugge                                                                                 | Kujović Meunier, Duarte, Denswil, De Bock Vormer, Simons, Refaelov (88' Claudemir) Storm (69' Gedoz), De Sutter (67' Oulare), Izquierdo |                                                      |
| 25 januari 2015 18:00 Jan Breydelstadion Brugge                |                                                               | 0-1 0-2 0-3             | 33' Izquierdo 80' Gedoz 89' Izquierdo                                                       | Kujović Meunier, Duarte, Denswil, De Bock Vormer, Simons, Refaelov (88' Claudemir) Storm (69' Gedoz), De Sutter (67' Oulare), Izquierdo |                                                      |
| 30 januari 2015 20:30 Jan Breydelstadion Brugge                | Club Brugge                                                   | 2-0                     | KV Oostende                                                                                 | Kujović Meunier, Duarte, Denswil, De Bock Vormer, Simons (69' Claudemir), Storm (46' Vázquez) Gedoz, Oulare (74' De Sutter), Izquierdo | 84' Izquierdo                                        |
| 30 januari 2015 20:30 Jan Breydelstadion Brugge                | 13' Izquierdo 47' Gedoz                                       | 1-0 2-0                 |                                                                                             | Kujović Meunier, Duarte, Denswil, De Bock Vormer, Simons (69' Claudemir), Storm (46' Vázquez) Gedoz, Oulare (74' De Sutter), Izquierdo | 84' Izquierdo                                        |
| 8 februari 2015 14:30 Guldensporenstadion Kortrijk             | KV Kortrijk                                                   | 2-0                     | Club Brugge                                                                                 | Ryan Meunier, Duarte, Denswil (61' Mechele), De Bock Vormer, Simons, Vázquez Storm, De Sutter (60' Oulare), Izquierdo (72' Gedoz) | 50' Denswil 89' Vormer 90+4' Mechele                 |
| 8 februari 2015 14:30 Guldensporenstadion Kortrijk             | 11' Matton 90+5' Poulain                                      | 1-0 2-0                 |                                                                                             | Ryan Meunier, Duarte, Denswil (61' Mechele), De Bock Vormer, Simons, Vázquez Storm, De Sutter (60' Oulare), Izquierdo (72' Gedoz) | 50' Denswil 89' Vormer 90+4' Mechele                 |
| 15 februari 2015 18:00 Jan Breydelstadion Brugge               | Club Brugge                                                   | 1-1                     | KSC Lokeren                                                                                 | Ryan Meunier, Duarte, Mechele, De Bock Claudemir, Simons, Izquierdo (46' Refaelov) Gedoz (82' Dierckx), De Sutter, Bolingoli (58' Storm) |                                                      |
| 15 februari 2015 18:00 Jan Breydelstadion Brugge               | 60' De Sutter                                                 | 0-1 1-1                 | 21' Marić                                                                                   | Ryan Meunier, Duarte, Mechele, De Bock Claudemir, Simons, Izquierdo (46' Refaelov) Gedoz (82' Dierckx), De Sutter, Bolingoli (58' Storm) |                                                      |
| 22 februari 2015 14:30 Ghelamco Arena Gent                     | AA Gent                                                       | 2-1                     | Club Brugge                                                                                 | Ryan Meunier, De fauw (46' Bolingoli), Mechele, Denswil, De Bock Vormer, Simons, Vázquez De Sutter (80' Oulare), Refaelov (80' Gedoz) | 27' Simons 62' Vormer 69' Bolingoli                  |
| 22 februari 2015 14:30 Ghelamco Arena Gent                     | 23' Simon 72' Simons (own)                                    | 1-0 1-1 2-1             | 61' Vormer                                                                                  | Ryan Meunier, De fauw (46' Bolingoli), Mechele, Denswil, De Bock Vormer, Simons, Vázquez De Sutter (80' Oulare), Refaelov (80' Gedoz) | 27' Simons 62' Vormer 69' Bolingoli                  |
| 1 maart 2015 14:30 Jan Breydelstadion Brugge                   | Club Brugge                                                   | 3-0                     | Mouscron-Péruwelz                                                                           | Ryan Meunier, Mechele, Denswil, De Bock Vormer (79' Claudemir), Simons, Vázquez (45+2' Izquierdo) Refaelov (72' Dierckx), De Sutter, Bolingoli                                                                                                | 78' De Sutter                                        |
| 1 maart 2015 14:30 Jan Breydelstadion Brugge                   | 50' Izquierdo 52' De Sutter 87' Simons                        | 1-0 2-0 3-0             |                                                                                             | Ryan Meunier, Mechele, Denswil, De Bock Vormer (79' Claudemir), Simons, Vázquez (45+2' Izquierdo) Refaelov (72' Dierckx), De Sutter, Bolingoli                                                                                                | 78' De Sutter                                        |
| 7 maart 2015 20:00 Jan Breydelstadion Brugge                   | Club Brugge                                                   | 1-0                     | Sporting Charleroi                                                                          | Ryan Meunier, Duarte, Denswil, De Bock Vormer, Simons, Claudemir Refaelov , De Sutter (90+2' De fauw), Storm (71' Dierckx) | 90+2' Refaelov                                       |
| 7 maart 2015 20:00 Jan Breydelstadion Brugge                   | 9' De Sutter                                                  | 1-0                     |                                                                                             | Ryan Meunier, Duarte, Denswil, De Bock Vormer, Simons, Claudemir Refaelov , De Sutter (90+2' De fauw), Storm (71' Dierckx) | 90+2' Refaelov                                       |
| 15 maart 2015 14:30 't Kuipje Westerlo                         | KVC Westerlo                                                  | 1-3                     | Club Brugge                                                                                 | Ryan Meunier, Duarte, Denswil, De Bock Claudemir, Simons, Vormer (83' De fauw) Refaelov (77' Dierckx), Oulare, Izquierdo (64' Storm) |                                                      |
| 15 maart 2015 14:30 't Kuipje Westerlo                         | 63' Schouterden                                               | 0-1 0-2 0-3 1-3         | 13' Oulare 26' Izquierdo 59' Izquierdo                                                      | Ryan Meunier, Duarte, Denswil, De Bock Claudemir, Simons, Vormer (83' De fauw) Refaelov (77' Dierckx), Oulare, Izquierdo (64' Storm) |                                                      |
| Play-off I                                                     |                                                               |                         |                                                                                             | |                                                      |
| 6 april 2015 14:30 Jan Breydelstadion Brugge                   | Club Brugge                                                   | 2-1                     | Standard Luik                                                                               | Ryan De fauw, Mechele, Denswil, De Bock Claudemir (46' Bolingoli), Simons, Vormer Refaelov, De Sutter (85' Vázquez), Izquierdo (64' Oulare)                                                                                                   | 35' De Sutter 90+3' Bolingoli                        |
| 6 april 2015 14:30 Jan Breydelstadion Brugge                   | 44' Refaelov 67' Refaelov                                     | 0-1 1-1 2-1             | 2' Trebel                                                                                   | Ryan De fauw, Mechele, Denswil, De Bock Claudemir (46' Bolingoli), Simons, Vormer Refaelov, De Sutter (85' Vázquez), Izquierdo (64' Oulare)                                                                                                   | 35' De Sutter 90+3' Bolingoli                        |
| 11 april 2015 18:00 Guldensporenstadion Kortrijk               | KV Kortrijk                                                   | 2-0                     | Club Brugge                                                                                 | Ryan De fauw, Mechele, Denswil, De Bock Refaelov (80' Dierckx), Simons, Vormer, Bolingoli (44' Vázquez) De Sutter, Oulare (62' Izquierdo) | 59' Ryan                                             |
| 11 april 2015 18:00 Guldensporenstadion Kortrijk               | 4' De Smet 18' Capon                                          | 1-0 2-0                 |                                                                                             | Ryan De fauw, Mechele, Denswil, De Bock Refaelov (80' Dierckx), Simons, Vormer, Bolingoli (44' Vázquez) De Sutter, Oulare (62' Izquierdo) | 59' Ryan                                             |
| 19 april 2015 18:00 Jan Breydelstadion Brugge                  | Club Brugge                                                   | 2-1                     | RSC Anderlecht                                                                              | Ryan De fauw, Simons, Mechele, De Bock Vormer, Claudemir, Vázquez Refaelov (81' Dierckx), De Sutter, Izquierdo (67' Oulare) Club Brugge speelde in uniek thuistenue met opschrift Score! tegen Kanker.                                        |                                                      |
| 19 april 2015 18:00 Jan Breydelstadion Brugge                  | 74' Oulare 86' Vormer                                         | 0-1 1-1 2-1             | 26' Mitrović                                                                                | Ryan De fauw, Simons, Mechele, De Bock Vormer, Claudemir, Vázquez Refaelov (81' Dierckx), De Sutter, Izquierdo (67' Oulare) Club Brugge speelde in uniek thuistenue met opschrift Score! tegen Kanker.                                        |                                                      |
| 26 april 2015 18:00 Ghelamco Arena Gent                        | AA Gent                                                       | 2-2                     | Club Brugge                                                                                 | Ryan Silva, Duarte, Mechele, De Bock Vormer, Simons, Claudemir Storm (64' Coopman), Oulare (69' De Sutter), Refaelov (46' Izquierdo) | 45+1' Vormer                                         |
| 26 april 2015 18:00 Ghelamco Arena Gent                        | 13' Miličević 43' Miličević                                   | 1-0 2-0 2-1 2-2         | 76' Duarte 87' Claudemir                                                                    | Ryan Silva, Duarte, Mechele, De Bock Vormer, Simons, Claudemir Storm (64' Coopman), Oulare (69' De Sutter), Refaelov (46' Izquierdo) | 45+1' Vormer                                         |
| 29 april 2015 20:30 Jan Breydelstadion Brugge                  | Club Brugge                                                   | 3-1                     | Sporting Charleroi                                                                          | Ryan Silva, Duarte, Mechele, De Bock Vormer (46' Coopman), Simons, Claudemir Refaelov, De Sutter (77' Oulare), Izquierdo (88' Dierckx) | 85' Mechele                                          |
| 29 april 2015 20:30 Jan Breydelstadion Brugge                  | 51' Izquierdo 65' Izquierdo 90+3' Dierckx                     | 0-1 1-1 2-1 3-1         | 24' Coulibaly                                                                               | Ryan Silva, Duarte, Mechele, De Bock Vormer (46' Coopman), Simons, Claudemir Refaelov, De Sutter (77' Oulare), Izquierdo (88' Dierckx) | 85' Mechele                                          |
| 2 mei 2015 18:00 Stade Maurice Dufrasne Luik                   | Standard Luik                                                 | 1-0                     | Club Brugge                                                                                 | Ryan Silva, Duarte, Mechele, De Bock Coopman (79' Oulare), Simons, Claudemir Refaelov (62' Vázquez), De Sutter, Izquierdo (70' Dierckx) | 81' Silva                                            |
| 2 mei 2015 18:00 Stade Maurice Dufrasne Luik                   | 9' Mujangi Bia                                                | 1-0                     |                                                                                             | Ryan Silva, Duarte, Mechele, De Bock Coopman (79' Oulare), Simons, Claudemir Refaelov (62' Vázquez), De Sutter, Izquierdo (70' Dierckx) | 81' Silva                                            |
| 10 mei 2015 14:30 Constant Vanden Stockstadion Anderlecht      | RSC Anderlecht                                                | 3-1                     | Club Brugge                                                                                 | Ryan Meunier (88' Storm), Duarte, Mechele, De Bock Vormer, Simons, Vázquez Refaelov, De Sutter (46' Oulare), Izquierdo (76' Coopman) Club Brugge speelde in alternatieve lichtblauwe tenue met als opschrift ONE CLUB ONE FAMILY ONE PASSION. | 27' De Sutter 71' Refaelov 88' Oulare                |
| 10 mei 2015 14:30 Constant Vanden Stockstadion Anderlecht      | 1' Najar 54' Mitrović 89' Praet                               | 1-0 2-0 2-1 3-1         | 67' Refaelov                                                                                | Ryan Meunier (88' Storm), Duarte, Mechele, De Bock Vormer, Simons, Vázquez Refaelov, De Sutter (46' Oulare), Izquierdo (76' Coopman) Club Brugge speelde in alternatieve lichtblauwe tenue met als opschrift ONE CLUB ONE FAMILY ONE PASSION. | 27' De Sutter 71' Refaelov 88' Oulare                |
| 17 mei 2015 14:30 Jan Breydelstadion Brugge                    | Club Brugge                                                   | 2-3                     | AA Gent                                                                                     | Ryan De fauw (65' Coopman), Duarte, Mechele, De Bock Vormer, Simons, Vázquez Izquierdo, De Sutter (66' Oulare), Bolingoli (79' Dierckx) |                                                      |
| 17 mei 2015 14:30 Jan Breydelstadion Brugge                    | 38' Vormer 72' Vormer                                         | 0-1 1-1 1-2 2-2 2-3     | 5' Nielsen 52' Dejaegere 87' Raman                                                          | Ryan De fauw (65' Coopman), Duarte, Mechele, De Bock Vormer, Simons, Vázquez Izquierdo, De Sutter (66' Oulare), Bolingoli (79' Dierckx) |                                                      |
| 21 mei 2015 20:30 Stade du Pays de Charleroi Charleroi         | Sporting Charleroi                                            | 2-3                     | Club Brugge                                                                                 | Ryan Silva, Mechele, Denswil, Bolingoli Vormer, Simons, Vázquez (90+2' Coopman) Refaelov, De Sutter, Izquierdo (82' De fauw) Club Brugge speelde in alternatieve lichtblauwe tenue met als opschrift ONE CLUB ONE FAMILY ONE PASSION.         | 66' Vormer 72' Izquierdo 89' Silva                   |
| 21 mei 2015 20:30 Stade du Pays de Charleroi Charleroi         | 55' Coulibaly 81' Gálvez López                                | 0-1 0-2 1-2 1-3 2-3     | 4' Mechele 34' Refaelov 60' De Sutter                                                       | Ryan Silva, Mechele, Denswil, Bolingoli Vormer, Simons, Vázquez (90+2' Coopman) Refaelov, De Sutter, Izquierdo (82' De fauw) Club Brugge speelde in alternatieve lichtblauwe tenue met als opschrift ONE CLUB ONE FAMILY ONE PASSION.         | 66' Vormer 72' Izquierdo 89' Silva                   |
| 24 mei 2015 14:30 Jan Breydelstadion Brugge                    | Club Brugge                                                   | 1-0                     | KV Kortrijk                                                                                 | Ryan Silva, Mechele, Denswil, Bolingoli (69' Meunier) Vormer, Simons, Vazquez (80' Storm) Refaelov, De Sutter (46' Dierckx), Izquierdo | 31' Vazquez 38' Bolingoli                            |
| 24 mei 2015 14:30 Jan Breydelstadion Brugge                    | 2' Izquierdo                                                  | 1-0                     |                                                                                             | Ryan Silva, Mechele, Denswil, Bolingoli (69' Meunier) Vormer, Simons, Vazquez (80' Storm) Refaelov, De Sutter (46' Dierckx), Izquierdo | 31' Vazquez 38' Bolingoli                            |

### Overzicht
| Speeldag  | 1 | 2 | 3 | 4 | 5 | 6 | 7  | 8  | 9  | 10 | 11 | 12 | 13 | 14 | 15 | 16 | 17 | 18 | 19 | 20 | 21 | 22 | 23 | 24 | 25 | 26 | 27 | 28 | 29 | 30 |  | 1  | 2  | 3  | 4  | 5  | 6  | 7  | 8  | 9  | 10 |
| --------- | - | - | - | - | - | - | -- | -- | -- | -- | -- | -- | -- | -- | -- | -- | -- | -- | -- | -- | -- | -- | -- | -- | -- | -- | -- | -- | -- | -- |  | -- | -- | -- | -- | -- | -- | -- | -- | -- | -- |
| Resultaat | w | w | g | g | v | g | g  | w  | g  | w  | w  | g  | w  | g  | w  | w  | g  | w  | w  | w  | w  | g  | w  | w  | v  | g  | v  | w  | w  | w  |  | w  | v  | w  | g  | w  | v  | v  | v  | w  | w  |
| Punten    | 3 | 6 | 7 | 8 | 8 | 9 | 10 | 13 | 14 | 17 | 20 | 21 | 24 | 25 | 28 | 31 | 32 | 35 | 38 | 41 | 44 | 45 | 48 | 51 | 51 | 52 | 52 | 55 | 58 | 61 |  | 34 | 34 | 37 | 38 | 41 | 41 | 41 | 41 | 44 | 47 |
| Positie   | 4 | 3 | 2 | 3 | 6 | 6 | 6  | 5  | 6  | 4  | 2  | 2  | 2  | 3  | 2  | 1  | 1  | 1  | 1  | 1  | 1  | 1  | 1  | 1  | 1  | 1  | 1  | 1  | 1  | 1  |  | 1  | 1  | 1  | 1  | 1  | 2  | 3  | 3  | 2  | 2  |

### Klassement

#### Reguliere competitie
|        |    |                    | P  | W  | G  | V  | +  | -  | DS  | Ptn |
| ------ | -- | ------------------ | -- | -- | -- | -- | -- | -- | --- | --- |
| PO I   | 1  | Club Brugge        | 30 | 17 | 10 | 3  | 69 | 28 | +41 | 61  |
| PO I   | 2  | AA Gent            | 30 | 16 | 9  | 5  | 52 | 29 | +23 | 57  |
| PO I   | 3  | RSC Anderlecht     | 30 | 16 | 9  | 5  | 51 | 30 | +21 | 57  |
| PO I   | 4  | Standard Luik      | 30 | 16 | 5  | 9  | 49 | 39 | +10 | 53  |
| PO I   | 5  | KV Kortrijk        | 30 | 16 | 3  | 11 | 55 | 36 | +19 | 51  |
| PO I   | 6  | Sporting Charleroi | 30 | 14 | 7  | 9  | 44 | 31 | +13 | 49  |
| PO II  | 7  | Racing Genk        | 30 | 13 | 10 | 7  | 38 | 28 | +10 | 49  |
| PO II  | 8  | Lokeren            | 30 | 10 | 12 | 8  | 38 | 32 | +6  | 42  |
| PO II  | 9  | KV Mechelen        | 30 | 10 | 11 | 9  | 37 | 39 | -2  | 41  |
| PO II  | 10 | KV Oostende        | 30 | 11 | 5  | 14 | 40 | 52 | -12 | 38  |
| PO II  | 11 | Westerlo           | 30 | 8  | 9  | 13 | 42 | 63 | -21 | 33  |
| PO II  | 12 | Zulte Waregem      | 30 | 8  | 7  | 15 | 41 | 54 | -13 | 31  |
| PO II  | 13 | Moeskroen-Péruwelz | 30 | 7  | 5  | 18 | 32 | 51 | -19 | 26  |
| PO II  | 14 | Waasland-Beveren   | 30 | 7  | 5  | 18 | 30 | 49 | -19 | 26  |
| PO III | 15 | Cercle Brugge      | 30 | 6  | 6  | 18 | 21 | 45 | -24 | 24  |
| PO III | 16 | Lierse             | 30 | 5  | 7  | 18 | 30 | 63 | -33 | 22  |

#### Play-off I
|           | #  | Club               | GS | W | G | V | DV | DT | DS  | PTN |
| --------- | -- | ------------------ | -- | - | - | - | -- | -- | --- | --- |
| K         | 1. | AA Gent            | 10 | 6 | 2 | 2 | 18 | 11 | +8  | 49  |
| CL        | 2. | Club Brugge        | 10 | 5 | 1 | 4 | 16 | 16 | 0   | 47  |
| EL        | 3. | RSC Anderlecht     | 10 | 5 | 2 | 3 | 18 | 13 | +5  | 46  |
| (barrage) | 4. | Standard Luik      | 10 | 4 | 1 | 5 | 14 | 13 | +1  | 40  |
|           | 5. | Sporting Charleroi | 10 | 3 | 3 | 4 | 13 | 15 | -2  | 36  |
|           | 6. | KV Kortrijk        | 10 | 2 | 2 | 6 | 11 | 22 | -11 | 34  |

#### Uitrustingen reguliere competitie
| WAAS (uit) | LIE (thuis) | ZWA (uit) | CER (thuis) | MEC (uit) | RSCA (thuis) | GNK (uit) | KOR (thuis) | OOS (uit) | STA (thuis) |

| LOK (uit) | GNT (thuis) | MOE (uit) | CHA (uit) | WES (thuis) | WAAS (thuis) | RSCA (uit) | ZWA (thuis) | STA (uit) | GNK (thuis) |

| LIE (uit) | MEC (thuis) | CER (uit) | OOS (thuis) | KOR (uit) | LOK (thuis) | GNT (uit) | MOE (thuis) | CHA (thuis) |  | WES (uit) |

#### Uitrustingen Play-offs
| STA (thuis) | KOR (uit) | RSCA (thuis) | GNT (uit) | CHA (thuis) |

| STA (uit) | RSCA (uit) | GNT (thuis) | CHA (uit) | KOR (thuis) |

## UEFA Europa League

### Wedstrijden
| UEFA Europa League                                      |                                      |                 |                                                  | |                                                 |
| Wedstrijddetails                                        | Thuisploeg                           | Uitslag         | Uitploeg                                         | Opstelling | Kaarten                                         |
| Derde voorronde                                         |                                      |                 |                                                  | |                                                 |
| 31 juli 2014 20:30 Jan Breydelstadion Brugge            | Club Brugge                          | 3-0             | Brøndby IF                                       | Ryan Meunier, Engels, Duarte, De Bock Vázquez (88' Jørgensen), Simons, Menegazzo Refaelov (72' Storm), Castillo (83' Sobota), Lestienne | 12' Lestienne 62' Menegazzo                     |
| 31 juli 2014 20:30 Jan Breydelstadion Brugge            | 14' Duarte 30' Castillo 63' Vázquez  | 1-0 2-0 3-0     |                                                  | Ryan Meunier, Engels, Duarte, De Bock Vázquez (88' Jørgensen), Simons, Menegazzo Refaelov (72' Storm), Castillo (83' Sobota), Lestienne | 12' Lestienne 62' Menegazzo                     |
| 7 augustus 2014 20:00 Brøndbystadion Brøndby            | Brøndby IF                           | 0-2             | Club Brugge                                      | Ryan De fauw, Engels, Duarte (46' Mechele), De Bock Jørgensen (72' Refaelov), Simons, Menegazzo Sobota, Castillo (74' Lestienne), Storm | 12' Jørgensen 29' Engels 49' Mechele 80' Sobota |
| 7 augustus 2014 20:00 Brøndbystadion Brøndby            |                                      | 0-1 0-2         | 38' Castillo 45+1' Menegazzo                     | Ryan De fauw, Engels, Duarte (46' Mechele), De Bock Jørgensen (72' Refaelov), Simons, Menegazzo Sobota, Castillo (74' Lestienne), Storm | 12' Jørgensen 29' Engels 49' Mechele 80' Sobota |
| Play-off                                                |                                      |                 |                                                  | |                                                 |
| 21 augustus 2014 20:15 AFG Arena St. Gallen             | Grasshoppers                         | 1-2             | Club Brugge                                      | Ryan Meunier, Engels, Duarte, De Bock Jørgensen (70' Odjidja), Simons, Menegazzo Storm (59' Refaelov), Vázquez (81' Lestienne), Sobota  | 30' De Bock 69' Vázquez                         |
| 21 augustus 2014 20:15 AFG Arena St. Gallen             | 8' Meunier (own)                     | 1-0 1-1 1-2     | 14' Sobota 15' Vázquez                           | Ryan Meunier, Engels, Duarte, De Bock Jørgensen (70' Odjidja), Simons, Menegazzo Storm (59' Refaelov), Vázquez (81' Lestienne), Sobota  | 30' De Bock 69' Vázquez                         |
| 28 augustus 2014 21:00 Jan Breydelstadion Brugge        | Club Brugge                          | 1-0             | Grasshoppers                                     | Ryan Meunier, Engels, Duarte, De Bock Vázquez (86' Bolingoli), Simons, Menegazzo Storm (79' Jørgensen), Castillo, Sobota (90' Dierckx)  | 42' Vázquez 87' De Bock                         |
| 28 augustus 2014 21:00 Jan Breydelstadion Brugge        | 62' Vázquez                          | 1-0             |                                                  | Ryan Meunier, Engels, Duarte, De Bock Vázquez (86' Bolingoli), Simons, Menegazzo Storm (79' Jørgensen), Castillo, Sobota (90' Dierckx)  | 42' Vázquez 87' De Bock                         |
| Groepsfase                                              |                                      |                 |                                                  | |                                                 |
| 18 september 2014 19:00 Jan Breydelstadion Brugge       | Club Brugge                          | 0-0             | Torino                                           | Ryan Meunier, Mechele, Duarte, Bolingoli (80' De Bock) Menegazzo (66' Vormer), Simons, Silva, Vázquez (66' Storm) Gedoz, Izquierdo      | 62' Meunier                                     |
| 18 september 2014 19:00 Jan Breydelstadion Brugge       |                                      |                 |                                                  | Ryan Meunier, Mechele, Duarte, Bolingoli (80' De Bock) Menegazzo (66' Vormer), Simons, Silva, Vázquez (66' Storm) Gedoz, Izquierdo      | 62' Meunier                                     |
| 2 oktober 2014 21:05 Finnair Stadium Helsinki           | HJK Helsinki                         | 0-3             | Club Brugge                                      | Ryan Meunier, Mechele, Duarte, De Bock Silva, Menegazzo, Vázquez Refaelov, Oulare, Gedoz                                                | 44' Menegazzo                                   |
| 2 oktober 2014 21:05 Finnair Stadium Helsinki           |                                      | 0-1 0-2 0-3     | 20' Heikkinen (own) 71' De Sutter 79' De Bock    | Ryan Meunier, Mechele, Duarte, De Bock Silva, Menegazzo, Vázquez Refaelov, Oulare, Gedoz                                                | 44' Menegazzo                                   |
| 23 oktober 2014 21:05 Jan Breydelstadion Brugge         | Club Brugge                          | 1-1             | FC Kopenhagen                                    | Ryan De fauw, Mechele, Duarte, De Bock Silva (79' Izquierdo), Simons, Vázquez Sobota (56' Refaelov), Castillo (69' De Sutter), Gedoz    | 23' Gedoz 38' Silva                             |
| 23 oktober 2014 21:05 Jan Breydelstadion Brugge         | 90+2' Vázquez                        | 0-1 1-1         | 89' Amartey                                      | Ryan De fauw, Mechele, Duarte, De Bock Silva (79' Izquierdo), Simons, Vázquez Sobota (56' Refaelov), Castillo (69' De Sutter), Gedoz    | 23' Gedoz 38' Silva                             |
| 6 november 2014 19:00 Parken Kopenhagen                 | FC Kopenhagen                        | 0-4             | Club Brugge                                      | Ryan Meunier, Duarte, Mechele, De fauw Vormer, Simons, Vázquez (65' Menegazzo) Refaelov, De Sutter (46' Castillo), Gedoz (77' Sobota)   | 45+1' Meunier                                   |
| 6 november 2014 19:00 Parken Kopenhagen                 |                                      | 0-1 0-2 0-3 0-4 | 7' Refaelov 30' Refaelov 36' Refaelov 60' Vormer | Ryan Meunier, Duarte, Mechele, De fauw Vormer, Simons, Vázquez (65' Menegazzo) Refaelov, De Sutter (46' Castillo), Gedoz (77' Sobota)   | 45+1' Meunier                                   |
| 27 november 2014 21:05 Stadio Olimpico Turijn           | Torino                               | 0-0             | Club Brugge                                      | Ryan Meunier, Duarte, Mechele, De Bock Silva (62' Vormer), Simons, Vázquez (63' Refaelov), Fernando Castillo (88' De Sutter), Gedoz     | 58' Castillo 85' De Bock 90' Ryan 90+3' Mechele |
| 27 november 2014 21:05 Stadio Olimpico Turijn           |                                      |                 |                                                  | Ryan Meunier, Duarte, Mechele, De Bock Silva (62' Vormer), Simons, Vázquez (63' Refaelov), Fernando Castillo (88' De Sutter), Gedoz     | 58' Castillo 85' De Bock 90' Ryan 90+3' Mechele |
| 11 december 2014 19:00 Jan Breydelstadion Brugge        | Club Brugge                          | 2-1             | HJK Helsinki                                     | Ryan Vormer, Duarte, Mechele, De fauw Menegazzo (71' Refaelov), Simons, Coopman (71' Vázquez) Storm, De Sutter (79' Oulare), Gedoz      | 34' Menegazzo 71' De Sutter                     |
| 11 december 2014 19:00 Jan Breydelstadion Brugge        | 28' Gedoz 88' Refaelov               | 1-0 1-1 2-1     | 51' Kandji                                       | Ryan Vormer, Duarte, Mechele, De fauw Menegazzo (71' Refaelov), Simons, Coopman (71' Vázquez) Storm, De Sutter (79' Oulare), Gedoz      | 34' Menegazzo 71' De Sutter                     |
| 1/16 finale                                             |                                      |                 |                                                  | |                                                 |
| 19 februari 2015 19:00 Nordjyske Arena Aalborg          | Aalborg BK                           | 1-3             | Club Brugge                                      | Ryan Meunier, De fauw, Duarte, Mechele, Bolingoli Vormer, Simons, Gedoz (57' Silva) Refaelov (80' De Sutter), Oulare (68' Vázquez)      | 75' Vázquez                                     |
| 19 februari 2015 19:00 Nordjyske Arena Aalborg          | 71' Helenius                         | 0-1 0-2 0-3 1-3 | 25' Oulare 29' Refaelov 61' Petersen (own)       | Ryan Meunier, De fauw, Duarte, Mechele, Bolingoli Vormer, Simons, Gedoz (57' Silva) Refaelov (80' De Sutter), Oulare (68' Vázquez)      | 75' Vázquez                                     |
| 26 februari 2015 21:05 Jan Breydelstadion Brugge        | Club Brugge                          | 3-0             | Aalborg BK                                       | Ryan De fauw, Duarte, Mechele Meunier (78' De Bock), Simons, Vázquez (75' Silva), Vormer, Bolingoli Oulare (75' Dierckx), Refaelov      | 90+1' Dierckx                                   |
| 26 februari 2015 21:05 Jan Breydelstadion Brugge        | 11' Vázquez 64' Oulare 74' Bolingoli | 1-0 2-0 3-0     |                                                  | Ryan De fauw, Duarte, Mechele Meunier (78' De Bock), Simons, Vázquez (75' Silva), Vormer, Bolingoli Oulare (75' Dierckx), Refaelov      | 90+1' Dierckx                                   |
| 1/8 finale                                              |                                      |                 |                                                  | |                                                 |
| 12 maart 2015 19:00 Jan Breydelstadion Brugge           | Club Brugge                          | 2-1             | Beşiktaş JK                                      | Ryan Meunier, Duarte, Mechele, De Bock De fauw (61' Oulare), Simons, Vormer Refaelov, De Sutter (87' Dierckx), Bolingoli (46' Gedoz)    | 16' De Sutter 85' Oulare                        |
| 12 maart 2015 19:00 Jan Breydelstadion Brugge           | 62' De Sutter 79' Refaelov           | 0-1 1-1 2-1     | 46' Töre                                         | Ryan Meunier, Duarte, Mechele, De Bock De fauw (61' Oulare), Simons, Vormer Refaelov, De Sutter (87' Dierckx), Bolingoli (46' Gedoz)    | 16' De Sutter 85' Oulare                        |
| 19 maart 2015 21:05 Atatürk Olympisch Stadion Istanboel | Beşiktaş JK                          | 1-3             | Club Brugge                                      | Ryan Meunier, Duarte, Mechele, De Bock De fauw (60' Gedoz), Simons, Vormer Refaelov, De Sutter (81' Oulare), Izquierdo (65' Bolingoli)  | 32' Izquierdo 63' Meunier                       |
| 19 maart 2015 21:05 Atatürk Olympisch Stadion Istanboel | 48' Ramon                            | 1-0 1-1 1-2 1-3 | 61' De Sutter 80' Bolingoli 90' Bolingoli        | Ryan Meunier, Duarte, Mechele, De Bock De fauw (60' Gedoz), Simons, Vormer Refaelov, De Sutter (81' Oulare), Izquierdo (65' Bolingoli)  | 32' Izquierdo 63' Meunier                       |
| Kwartfinale                                             |                                      |                 |                                                  | |                                                 |
| 16 april 2015 21:05 Jan Breydelstadion Brugge           | Club Brugge                          | 0-0             | Dnipro Dnipropetrovsk                            | Ryan De fauw, Simons, Mechele, De Bock Vormer, Silva, Vázquez Refaelov (89' Coopman), Oulare (72' De Sutter), Izquierdo (79' Dierckx)   | 60' Vormer 61' De Bock                          |
| 16 april 2015 21:05 Jan Breydelstadion Brugge           |                                      |                 |                                                  | Ryan De fauw, Simons, Mechele, De Bock Vormer, Silva, Vázquez Refaelov (89' Coopman), Oulare (72' De Sutter), Izquierdo (79' Dierckx)   | 60' Vormer 61' De Bock                          |
| 23 april 2015 21:05 NSK Olimpiejsky Kiev                | Dnipro Dnipropetrovsk                | 1-0             | Club Brugge                                      | Ryan De fauw, Duarte, Mechele, De Bock Vormer, Simons, Refaelov Storm (86' Vázquez), De Sutter (70' Oulare), Izquierdo (86' Dierckx)    | 87' Oulare                                      |
| 23 april 2015 21:05 NSK Olimpiejsky Kiev                | 82' Shakhov                          | 1-0             |                                                  | Ryan De fauw, Duarte, Mechele, De Bock Vormer, Simons, Refaelov Storm (86' Vázquez), De Sutter (70' Oulare), Izquierdo (86' Dierckx)    | 87' Oulare                                      |

### Derde voorronde (heen)
|                                            |                                     |                |            |                                                                                      |
| 31 juli 2014 Voorrondes UEFA Europa League | Club Brugge                         | 3 – 0          | Brøndby IF | Jan Breydelstadion, Brugge Toeschouwers: 24.217 Scheidsrechter: Vladislav Bezborodov |
| 31 juli 2014 Voorrondes UEFA Europa League | 14' Duarte 30' Castillo 63' Vázquez | Wedstrijdfiche |            | Jan Breydelstadion, Brugge Toeschouwers: 24.217 Scheidsrechter: Vladislav Bezborodov |

| Club Brugge | Brøndby IF |

| Club Brugge (4–3–3): |    |                    |     |
|                      |    |                    |     |
| GK                   | 1  | Mathew Ryan        |     |
| RB                   | 19 | Thomas Meunier     |     |
| CB                   | 40 | Björn Engels       |     |
| CB                   | 4  | Óscar Duarte       |     |
| LB                   | 28 | Laurens De Bock    |     |
| CM                   | 6  | Fernando Menegazzo | 62' |
| CM                   | 3  | Timmy Simons       |     |
| AM                   | 7  | Víctor Vázquez     | 89' |
| RW                   | 8  | Lior Refaelov      | 72' |
| CF                   | 30 | Nicolás Castillo   | 83' |
| LW                   | 16 | Maxime Lestienne   | 12' |
| Wisselspelers:       |    |                    |     |
|                      |    |                    |     |
| FW                   | 42 | Nikola Storm       | 72' |
| FW                   | 17 | Waldemar Sobota    | 83' |
| MF                   | 10 | Jesper Jørgensen   | 89' |
| Coach:               |    |                    |     |
| Michel Preud'homme   |    |                    |     |

| Brøndby IF (4–1–4–1): |    |                    |     |
|                       |    |                    |     |
| GK                    | 1  | Lukáš Hrádecký     |     |
| RB                    | 2  | Michael Almebäck   | 46' |
| CB                    | 3  | Fredrik Semb Berge |     |
| CB                    | 5  | Martin Albrechtsen |     |
| LB                    | 17 | Riza Durmisi       |     |
| DM                    | 6  | Martin Ørnskov     | 86' |
| RM                    | 16 | Mikkel Thygesen    | 76' |
| CM                    | 7  | Thomas Kahlenberg  |     |
| CM                    | 18 | Lebogang Phiri     |     |
| LM                    | 24 | Ferhan Hasani      | 86' |
| CF                    | 9  | Simon Makienok     |     |
| Wisselspelers:        |    |                    |     |
|                       |    |                    |     |
| FW                    | 14 | Elbasan Rashani    | 76' |
| MF                    | 19 | Christian Nørgaard | 86' |
| DF                    | 12 | Frederik Holst     | 86' |
| Coach:                |    |                    |     |
| Thomas Frank          |    |                    |     |

### Derde voorronde (terug)
|                                               |            |                |                                     |                                                                         |
| 7 augustus 2014 Voorrondes UEFA Europa League | Brøndby IF | 0 – 2          | Club Brugge                         | Brøndbystadion, Brøndby Toeschouwers: 10.046 Scheidsrechter: Alon Yefet |
| 7 augustus 2014 Voorrondes UEFA Europa League |            | Wedstrijdfiche | 38' Castillo 45' Fernando Menegazzo | Brøndbystadion, Brøndby Toeschouwers: 10.046 Scheidsrechter: Alon Yefet |

| Brøndby IF | Club Brugge |

| Brøndby IF (4–1–4–1): |    |                       |     |
|                       |    |                       |     |
| GK                    | 1  | Lukáš Hrádecký        |     |
| RB                    | 12 | Frederik Holst        |     |
| CB                    | 3  | Fredrik Semb Berge    | 46' |
| CB                    | 20 | Dario Đumić           |     |
| LB                    | 17 | Riza Durmisi          | 73' |
| DM                    | 6  | Martin Ørnskov        |     |
| RM                    | 8  | Alexander Szymanowski | 64' |
| CM                    | 7  | Thomas Kahlenberg     | 74' |
| CM                    | 18 | Lebogang Phiri        |     |
| LM                    | 24 | Elbasan Rashani       | 62' |
| CF                    | 9  | Simon Makienok        |     |
| Wisselspelers:        |    |                       |     |
|                       |    |                       |     |
| DF                    | 5  | Martin Albrechtsen    | 46' |
| MF                    | 16 | Mikkel Thygesen       | 62' |
| FW                    | 10 | José Ariel Núñez      | 74' |
| Coach:                |    |                       |     |
| Thomas Frank          |    |                       |     |

| Club Brugge (4–3–3): |    |                    |         |
|                      |    |                    |         |
| GK                   | 1  | Mathew Ryan        |         |
| RB                   | 2  | Davy De fauw       |         |
| CB                   | 40 | Björn Engels       | 28'     |
| CB                   | 4  | Óscar Duarte       | 46'     |
| LB                   | 28 | Laurens De Bock    |         |
| CM                   | 6  | Fernando Menegazzo |         |
| CM                   | 3  | Timmy Simons       |         |
| AM                   | 10 | Jesper Jørgensen   | 11' 61' |
| RW                   | 17 | Waldemar Sobota    |         |
| CF                   | 30 | Nicolás Castillo   | 73'     |
| LW                   | 42 | Nikola Storm       |         |
| Wisselspelers:       |    |                    |         |
|                      |    |                    |         |
| DF                   | 44 | Brandon Mechele    | 46' 48' |
| FW                   | 8  | Lior Refaelov      | 61'     |
| FW                   | 16 | Maxime Lestienne   | 73'     |
| Coach:               |    |                    |         |
| Michel Preud'homme   |    |                    |         |

### Play-offs (heen)
|                                               |              |                |                              |                                                                            |
| 21 augustus 2014 Play-offs UEFA Europa League | Grasshoppers | 1 – 2          | Club Brugge                  | AFG Arena, Sankt Gallen Toeschouwers: 4.253 Scheidsrechter: Clément Turpin |
| 21 augustus 2014 Play-offs UEFA Europa League | 8' Lang      | Wedstrijdfiche | 14' (e.d.) Jahić 15' Vázquez | AFG Arena, Sankt Gallen Toeschouwers: 4.253 Scheidsrechter: Clément Turpin |

| Grasshoppers | Club Brugge |

| Grasshoppers (4–4–2): |    |                    |     |
|                       |    |                    |     |
| GK                    | 18 | Vaso Vasic         |     |
| RB                    | 5  | Michael Lang       |     |
| CB                    | 4  | Sanel Jahić        |     |
| CB                    | 3  | Stéphane Grichting | 18' |
| LB                    | 26 | Ulisses Garcia     |     |
| RM                    | 7  | Kahraba            | 90' |
| CM                    | 8  | Amir Abrashi       |     |
| CM                    | 6  | Vero Salatić       | 58' |
| LM                    | 14 | Yoric Ravet        | 73' |
| RF                    | 17 | Anatole Ngamukol   | 62' |
| LF                    | 9  | Munas Dabbur       |     |
| Wisselspelers:        |    |                    |     |
|                       |    |                    |     |
| FW                    | 30 | Shani Tarashaj     | 62' |
| MF                    | 10 | Alexander Merkel   | 73' |
| Coach:                |    |                    |     |
| Michael Skibbe        |    |                    |     |

| Club Brugge (4–3–3): |    |                    |         |
|                      |    |                    |         |
| GK                   | 1  | Mathew Ryan        |         |
| RB                   | 19 | Thomas Meunier     |         |
| CB                   | 40 | Björn Engels       |         |
| CB                   | 4  | Óscar Duarte       |         |
| LB                   | 28 | Laurens De Bock    | 30'     |
| CM                   | 6  | Fernando Menegazzo |         |
| CM                   | 3  | Timmy Simons       |         |
| AM                   | 10 | Jesper Jørgensen   | 70'     |
| RW                   | 7  | Víctor Vázquez     | 69' 81' |
| CF                   | 17 | Waldemar Sobota    |         |
| LW                   | 42 | Nikola Storm       | 59'     |
| Wisselspelers:       |    |                    |         |
|                      |    |                    |         |
| FW                   | 8  | Lior Refaelov      | 59'     |
| MF                   | 32 | Vadis Odjidja      | 70'     |
| FW                   | 16 | Maxime Lestienne   | 81'     |
| Coach:               |    |                    |         |
| Michel Preud'homme   |    |                    |         |

### Play-offs (terug)
|                                               |             |                |              |                                                                            |
| 28 augustus 2014 Play-offs UEFA Europa League | Club Brugge | 1 – 0          | Grasshoppers | Jan Breydelstadion, Brugge Toeschouwers: 23.743 Scheidsrechter: Luca Banti |
| 28 augustus 2014 Play-offs UEFA Europa League | 62' Vázquez | Wedstrijdfiche |              | Jan Breydelstadion, Brugge Toeschouwers: 23.743 Scheidsrechter: Luca Banti |

| Club Brugge | Grasshoppers |

| Club Brugge (4–3–3): |    |                    |         |
|                      |    |                    |         |
| GK                   | 1  | Mathew Ryan        |         |
| RB                   | 19 | Thomas Meunier     |         |
| CB                   | 40 | Björn Engels       |         |
| CB                   | 4  | Óscar Duarte       |         |
| LB                   | 28 | Laurens De Bock    | 87'     |
| CM                   | 6  | Fernando Menegazzo |         |
| CM                   | 3  | Timmy Simons       |         |
| AM                   | 7  | Víctor Vázquez     | 42' 86' |
| RW                   | 17 | Waldemar Sobota    | 90'     |
| CF                   | 30 | Nicolás Castillo   |         |
| LW                   | 42 | Nikola Storm       | 79'     |
| Wisselspelers:       |    |                    |         |
|                      |    |                    |         |
| MF                   | 10 | Jesper Jørgensen   | 79'     |
| FW                   | 63 | Boli Bolingoli     | 86'     |
| FW                   | 55 | Tuur Dierckx       | 90'     |
| Coach:               |    |                    |         |
| Michel Preud'homme   |    |                    |         |

| Grasshoppers (4–4–2): |    |                    |     |
|                       |    |                    |     |
| GK                    | 1  | Daniel Davari      |     |
| RB                    | 5  | Michael Lang       |     |
| CB                    | 4  | Sanel Jahić        |     |
| CB                    | 3  | Stéphane Grichting |     |
| LB                    | 29 | Levent Gülen       |     |
| RM                    | 30 | Shani Tarashaj     | 83' |
| CM                    | 8  | Amir Abrashi       |     |
| CM                    | 22 | Nathan Sinkala     | 67' |
| LM                    | 14 | Yoric Ravet        | 67' |
| RF                    | 17 | Anatole Ngamukol   |     |
| LF                    | 9  | Munas Dabbur       |     |
| Wisselspelers:        |    |                    |     |
|                       |    |                    |     |
| MF                    | 7  | Kahraba            | 67' |
| MF                    | 10 | Alexander Merkel   | 67' |
| MF                    | 19 | Abdul Al Abbadie   | 83' |
| Coach:                |    |                    |     |
| Michael Skibbe        |    |                    |     |

### Groepsfase speeldag 1
|                                                 |                |       |        |                                                                               |
| 18 september 2014 Groepsfase UEFA Europa League | Club Brugge    | 0 – 0 | Torino | Jan Breydelstadion, Brugge Toeschouwers: 11.894 Scheidsrechter: Halis Özkahya |
| 18 september 2014 Groepsfase UEFA Europa League | Wedstrijdfiche |       |        | Jan Breydelstadion, Brugge Toeschouwers: 11.894 Scheidsrechter: Halis Özkahya |

| Club Brugge | Torino |

| Club Brugge (3–5–2): |    |                    |     |
|                      |    |                    |     |
| GK                   | 1  | Mathew Ryan        |     |
| CB                   | 4  | Óscar Duarte       |     |
| CB                   | 3  | Timmy Simons       |     |
| CB                   | 44 | Brandon Mechele    |     |
| RWB                  | 19 | Thomas Meunier     | 62' |
| CM                   | 6  | Fernando Menegazzo | 66' |
| CM                   | 5  | Francisco Silva    |     |
| AM                   | 7  | Víctor Vázquez     | 66' |
| LWB                  | 63 | Boli Bolingoli     | 79' |
| RF                   | 18 | Felipe Gedoz       |     |
| LF                   | 22 | José Izquierdo     |     |
| Wisselspelers:       |    |                    |     |
|                      |    |                    |     |
| MF                   | 25 | Ruud Vormer        | 66' |
| FW                   | 42 | Nikola Storm       | 66' |
| DF                   | 28 | Laurens De Bock    | 79' |
| Coach:               |    |                    |     |
| Michel Preud'homme   |    |                    |     |

| Torino (3–5–2):   |    |                      |         |
|                   |    |                      |         |
| GK                | 1  | Jean-François Gillet |         |
| CB                | 18 | Pontus Jansson       |         |
| CB                | 19 | Nikola Maksimović    |         |
| CB                | 21 | Gastón Silva         |         |
| RWB               | 36 | Matteo Darmian       |         |
| CM                | 28 | Juan Sánchez Miño    | 84'     |
| CM                | 94 | Marco Benassi        | 65'     |
| AM                | 14 | Alessandro Gazzi     |         |
| LWB               | 3  | Cristian Molinaro    | 86'     |
| RF                | 22 | Amauri               |         |
| LF                | 27 | Fabio Quagliarella   | 69'     |
| Wisselspelers:    |    |                      |         |
|                   |    |                      |         |
| MF                | 7  | Omar El Kaddouri     | 65' 76' |
| FW                | 17 | Josef Martínez       | 69'     |
| MF                | 23 | Antonio Nocerino     | 84'     |
| Coach:            |    |                      |         |
| Giampiero Ventura |    |                      |         |

### Groepsfase speeldag 2
|                                              |              |                |                                                |                                                                           |
| 2 oktober 2014 Groepsfase UEFA Europa League | HJK Helsinki | 0 – 3          | Club Brugge                                    | Sonerastadion, Helsinki Toeschouwers: 8.055 Scheidsrechter: Ognjen Valjić |
| 2 oktober 2014 Groepsfase UEFA Europa League |              | Wedstrijdfiche | 19' (e.d.) Heikkinen 70' De Sutter 78' De Bock | Sonerastadion, Helsinki Toeschouwers: 8.055 Scheidsrechter: Ognjen Valjić |

| HJK Helsinki | Club Brugge |

| HJK Helsinki (4–2–3–1): |    |                  |     |
|                         |    |                  |     |
| GK                      | 12 | Toni Doblas      |     |
| RB                      | 27 | Sebastian Sorsa  |     |
| CB                      | 6  | Markus Heikkinen |     |
| CB                      | 3  | Gideon Baah      |     |
| LB                      | 11 | Veli Lampi       |     |
| CM                      | 32 | Anthony Annan    |     |
| CM                      | 10 | Teemu Tainio     | 19' |
| RM                      | 31 | Robin Lod        | 43' |
| AM                      | 4  | Mika Väyrynen    | 46' |
| LM                      | 8  | Demba Savage     |     |
| CF                      | 30 | Aristide Bancé   | 67' |
| Wisselspelers:          |    |                  |     |
|                         |    |                  |     |
| FW                      | 99 | Macoumba Kandji  | 43' |
| FW                      | 80 | Erfan Zeneli     | 46' |
| FW                      | 33 | Roni Porokara    | 67' |
| Coach:                  |    |                  |     |
| Mika Lehkosuo           |    |                  |     |

| Club Brugge (4–3–3): |    |                    |     |
|                      |    |                    |     |
| GK                   | 1  | Mathew Ryan        |     |
| RB                   | 19 | Thomas Meunier     |     |
| CB                   | 4  | Óscar Duarte       |     |
| CB                   | 44 | Brandon Mechele    |     |
| LB                   | 28 | Laurens De Bock    |     |
| CM                   | 6  | Fernando Menegazzo | 43' |
| CM                   | 5  | Francisco Silva    |     |
| AM                   | 7  | Víctor Vázquez     | 74' |
| RW                   | 18 | Felipe Gedoz       | 81' |
| CF                   | 58 | Obbi Oulare        | 65' |
| LW                   | 8  | Lior Refaelov      |     |
| Wisselspelers:       |    |                    |     |
|                      |    |                    |     |
| FW                   | 9  | Tom De Sutter      | 65' |
| MF                   | 3  | Timmy Simons       | 74' |
| FW                   | 22 | José Izquierdo     | 81' |
| Coach:               |    |                    |     |
| Michel Preud'homme   |    |                    |     |

### Groepsfase speeldag 3
|                                               |               |                |               |                                                                                |
| 23 oktober 2014 Groepsfase UEFA Europa League | Club Brugge   | 1 – 1          | FC Kopenhagen | Jan Breydelstadion, Brugge Toeschouwers: 14.000 Scheidsrechter: Michael Oliver |
| 23 oktober 2014 Groepsfase UEFA Europa League | 90+2' Vázquez | Wedstrijdfiche | 89' Amartey   | Jan Breydelstadion, Brugge Toeschouwers: 14.000 Scheidsrechter: Michael Oliver |

| Club Brugge | FC Kopenhagen |

| Club Brugge (4–3–3): |    |                  |         |
|                      |    |                  |         |
| GK                   | 1  | Mathew Ryan      |         |
| RB                   | 2  | Davy De fauw     |         |
| CB                   | 4  | Óscar Duarte     |         |
| CB                   | 44 | Brandon Mechele  |         |
| LB                   | 28 | Laurens De Bock  |         |
| CM                   | 5  | Francisco Silva  | 38' 79' |
| CM                   | 3  | Timmy Simons     |         |
| AM                   | 7  | Víctor Vázquez   |         |
| RW                   | 18 | Felipe Gedoz     |         |
| CF                   | 30 | Nicolás Castillo | 69'     |
| LW                   | 17 | Waldemar Sobota  | 56'     |
| Wisselspelers:       |    |                  |         |
|                      |    |                  |         |
| FW                   | 8  | Lior Refaelov    | 56'     |
| FW                   | 9  | Tom De Sutter    | 69'     |
| FW                   | 22 | José Izquierdo   | 79'     |
| Coach:               |    |                  |         |
| Michel Preud'homme   |    |                  |         |

| FC Kopenhagen (4–4–2): |    |                      |       |
|                        |    |                      |       |
| GK                     | 1  | Stephan Andersen     |       |
| RB                     | 2  | Tom Høgli            |       |
| CB                     | 25 | Zanka                | 90+5' |
| CB                     | 15 | Mikael Antonsson     |       |
| LB                     | 3  | Pierre Bengtsson     |       |
| RM                     | 32 | Danny Amankwaa       | 81'   |
| CM                     | 8  | Thomas Delaney       | 66'   |
| CM                     | 18 | Daniel Amartey       | 49'   |
| LM                     | 17 | Alexander Kačaniklić | 64'   |
| RF                     | 10 | Nicolai Jørgensen    | 68'   |
| LF                     | 11 | Andreas Cornelius    |       |
| Wisselspelers:         |    |                      |       |
|                        |    |                      |       |
| MF                     | 19 | Rúrik Gíslason       | 64'   |
| MF                     | 22 | Steve De Ridder      | 68'   |
| MF                     | 6  | Claudemir            | 81'   |
| Coach:                 |    |                      |       |
| Ståle Solbakken        |    |                      |       |

### Groepsfase speeldag 4
|                                               |               |                |                                  |                                                                      |
| 6 november 2014 Groepsfase UEFA Europa League | FC Kopenhagen | 0 – 4          | Club Brugge                      | Parken, Kopenhagen Toeschouwers: 14.810 Scheidsrechter: Manuel Gräfe |
| 6 november 2014 Groepsfase UEFA Europa League |               | Wedstrijdfiche | 7', 30', 36' Refaelov 60' Vormer | Parken, Kopenhagen Toeschouwers: 14.810 Scheidsrechter: Manuel Gräfe |

| FC Kopenhagen | Club Brugge |

| FC Kopenhagen (4–4–1–1): |    |                      |         |
|                          |    |                      |         |
| GK                       | 1  | Stephan Andersen     |         |
| RB                       | 2  | Tom Høgli            |         |
| CB                       | 25 | Zanka                | 63'     |
| CB                       | 15 | Mikael Antonsson     |         |
| LB                       | 3  | Pierre Bengtsson     | 62'     |
| RM                       | 19 | Rúrik Gíslason       |         |
| CM                       | 6  | Claudemir            |         |
| CM                       | 18 | Daniel Amartey       | 32' 46' |
| LM                       | 17 | Alexander Kačaniklić |         |
| SS                       | 22 | Steve De Ridder      | 58'     |
| CF                       | 10 | Nicolai Jørgensen    | 34'     |
| Wisselspelers:           |    |                      |         |
|                          |    |                      |         |
| FW                       | 32 | Danny Amankwaa       | 34'     |
| MF                       | 8  | Thomas Delaney       | 46' 74' |
| FW                       | 24 | Youssef Toutouh      | 62'     |
| Coach:                   |    |                      |         |
| Ståle Solbakken          |    |                      |         |

| Club Brugge (4–3–3): |    |                    |     |
|                      |    |                    |     |
| GK                   | 1  | Mathew Ryan        |     |
| RB                   | 19 | Thomas Meunier     | 45' |
| CB                   | 4  | Óscar Duarte       |     |
| CB                   | 44 | Brandon Mechele    |     |
| LB                   | 2  | Davy De fauw       |     |
| CM                   | 25 | Ruud Vormer        |     |
| CM                   | 3  | Timmy Simons       |     |
| AM                   | 7  | Víctor Vázquez     | 65' |
| RW                   | 18 | Felipe Gedoz       | 76' |
| CF                   | 9  | Tom De Sutter      | 46' |
| LW                   | 8  | Lior Refaelov      |     |
| Wisselspelers:       |    |                    |     |
|                      |    |                    |     |
| FW                   | 30 | Nicolás Castillo   | 46' |
| MF                   | 6  | Fernando Menegazzo | 65' |
| FW                   | 17 | Waldemar Sobota    | 76' |
| Coach:               |    |                    |     |
| Michel Preud'homme   |    |                    |     |

### Groepsfase speeldag 5
|                                                |                |       |             |                                                                          |
| 27 november 2014 Groepsfase UEFA Europa League | Torino         | 0 – 0 | Club Brugge | Stadio Olimpico, Turijn Toeschouwers: 15.102 Scheidsrechter: Bas Nijhuis |
| 27 november 2014 Groepsfase UEFA Europa League | Wedstrijdfiche |       |             | Stadio Olimpico, Turijn Toeschouwers: 15.102 Scheidsrechter: Bas Nijhuis |

| Torino | Club Brugge |

| Torino (3–5–2):   |    |                   |         |
|                   |    |                   |         |
| GK                | 30 | Daniele Padelli   |         |
| CB                | 5  | Cesare Bovo       |         |
| CB                | 18 | Pontus Jansson    | 90'     |
| CB                | 24 | Emiliano Moretti  | 51'     |
| RWB               | 32 | Matteo Darmian    |         |
| CM                | 14 | Alessandro Gazzi  |         |
| CM                | 94 | Marco Benassi     | 38' 78' |
| AM                | 7  | Omar El Kaddouri  |         |
| LWB               | 3  | Cristian Molinaro | 90'     |
| RF                | 22 | Amauri            |         |
| LF                | 17 | Josef Martínez    | 88'     |
| Wisselspelers:    |    |                   |         |
|                   |    |                   |         |
| MF                | 20 | Giuseppe Vives    | 78'     |
| FW                | 9  | Marcelo Larrondo  | 88'     |
| Coach:            |    |                   |         |
| Giampiero Ventura |    |                   |         |

| Club Brugge (3–5–2): |    |                    |         |
|                      |    |                    |         |
| GK                   | 1  | Mathew Ryan        | 90'     |
| CB                   | 4  | Óscar Duarte       |         |
| CB                   | 3  | Timmy Simons       |         |
| CB                   | 44 | Brandon Mechele    | 90'     |
| RWB                  | 19 | Thomas Meunier     |         |
| CM                   | 6  | Fernando Menegazzo | 63'     |
| CM                   | 5  | Francisco Silva    |         |
| AM                   | 7  | Víctor Vázquez     | 63'     |
| LWB                  | 28 | Laurens De Bock    | 85'     |
| RF                   | 18 | Felipe Gedoz       |         |
| LF                   | 30 | Nicolás Castillo   | 58' 88' |
| Wisselspelers:       |    |                    |         |
|                      |    |                    |         |
| MF                   | 25 | Ruud Vormer        | 63'     |
| FW                   | 8  | Lior Refaelov      | 63'     |
| FW                   | 9  | Tom De Sutter      | 88'     |
| Coach:               |    |                    |         |
| Michel Preud'homme   |    |                    |         |

### Groepsfase speeldag 6
|                                                |                                     |                |              |                                                                                 |
| 11 december 2014 Groepsfase UEFA Europa League | Club Brugge                         | 2 – 1          | HJK Helsinki | Jan Breydelstadion, Brugge Toeschouwers: 11.894 Scheidsrechter: Sergej Karasjov |
| 11 december 2014 Groepsfase UEFA Europa League | 28' (pen) Felipe Gedoz 88' Refaelov | Wedstrijdfiche | 51' Kandji   | Jan Breydelstadion, Brugge Toeschouwers: 11.894 Scheidsrechter: Sergej Karasjov |

| Club Brugge | HJK Helsinki |

| Club Brugge (4–3–3): |    |                    |         |
|                      |    |                    |         |
| GK                   | 1  | Mathew Ryan        |         |
| RB                   | 25 | Ruud Vormer        |         |
| CB                   | 4  | Óscar Duarte       |         |
| CB                   | 44 | Brandon Mechele    |         |
| LB                   | 2  | Davy De fauw       |         |
| CM                   | 6  | Fernando Menegazzo | 34' 71' |
| CM                   | 3  | Timmy Simons       |         |
| AM                   | 43 | Sander Coopman     | 71'     |
| RW                   | 18 | Felipe Gedoz       |         |
| CF                   | 9  | Tom De Sutter      | 71' 79' |
| LW                   | 42 | Nikola Storm       |         |
| Wisselspelers:       |    |                    |         |
|                      |    |                    |         |
| FW                   | 8  | Lior Refaelov      | 71'     |
| MF                   | 7  | Víctor Vázquez     | 71'     |
| FW                   | 58 | Obbi Oularé        | 79'     |
| Coach:               |    |                    |         |
| Michel Preud'homme   |    |                    |         |

| HJK Helsinki (4–2–3–1): |    |                  |     |
|                         |    |                  |     |
| GK                      | 12 | Toni Doblas      |     |
| RB                      | 27 | Sebastian Sorsa  |     |
| CB                      | 6  | Markus Heikkinen |     |
| CB                      | 16 | Valtteri Moren   |     |
| LB                      | 3  | Gideon Baah      | 10' |
| CM                      | 32 | Anthony Annan    |     |
| CM                      | 28 | Rasmus Schüller  |     |
| RM                      | 31 | Robin Lod        |     |
| AM                      | 4  | Mika Väyrynen    | 83' |
| LM                      | 80 | Erfan Zeneli     | 63' |
| CF                      | 99 | Macoumba Kandji  |     |
| Wisselspelers:          |    |                  |     |
|                         |    |                  |     |
| FW                      | 33 | Roni Porokara    | 63' |
| MF                      | 24 | Joel Perovuo     | 83' |
| Coach:                  |    |                  |     |
| Mika Lehkosuo           |    |                  |     |

### Eindstand groepsfase Europa League, groep B
| Club          | Wed | Win | Gel | Ver | DV | DT | +/− | Pnt |
| ------------- | --- | --- | --- | --- | -- | -- | --- | --- |
| Club Brugge   | 6   | 3   | 3   | 0   | 10 | 2  | +8  | 12  |
| Torino FC     | 6   | 3   | 2   | 1   | 9  | 3  | +6  | 11  |
| HJK Helsinki  | 6   | 2   | 0   | 4   | 5  | 11 | –6  | 6   |
| FC Kopenhagen | 6   | 1   | 1   | 4   | 5  | 13 | –8  | 4   |

### 1/16e finale (heen)
|                                                   |                    |                |                                             |                                                                        |
| 19 februari 2015 Knock-outfase UEFA Europa League | Aalborg BK         | 1 – 3          | Club Brugge                                 | Nordjyske Arena, Aalborg Toeschouwers: 8.102 Scheidsrechter: Tom Hagen |
| 19 februari 2015 Knock-outfase UEFA Europa League | 71' (pen) Helenius | Wedstrijdfiche | 25' Oulare 29' Refaelov 61' (e.d.) Petersen | Nordjyske Arena, Aalborg Toeschouwers: 8.102 Scheidsrechter: Tom Hagen |

| Aalborg BK | Club Brugge |

| Aalborg BK (4–4–2): |    |                      |     |
|                     |    |                      |     |
| GK                  | 1  | Nicolai Larsen       |     |
| RB                  | 20 | Henrik Dalsgaard     | 3'  |
| CB                  | 26 | Rasmus Thelander     |     |
| CB                  | 5  | Kenneth Petersen     |     |
| LB                  | 31 | Jakob Blåbjerg       |     |
| RM                  | 25 | Frederik Børsting    | 80' |
| CM                  | 30 | Andreas Bruhn        | 46' |
| CM                  | 8  | Rasmus Würtz         |     |
| LM                  | 23 | Nicolaj Thomsen      |     |
| RF                  | 11 | Nicklas Helenius     |     |
| LF                  | 18 | Anders Jacobsen      | 62' |
| Wisselspelers:      |    |                      |     |
|                     |    |                      |     |
| MF                  | 9  | Thomas Augustinussen | 46' |
| FW                  | 7  | Thomas Enevoldsen    | 62' |
| MF                  | 2  | Patrick Kristensen   | 80' |
| Coach:              |    |                      |     |
| Kent Nielsen        |    |                      |     |

| Club Brugge (4–3–3): |    |                 |         |
|                      |    |                 |         |
| GK                   | 1  | Mathew Ryan     |         |
| RB                   | 19 | Thomas Meunier  |         |
| CB                   | 4  | Óscar Duarte    |         |
| CB                   | 44 | Brandon Mechele |         |
| LB                   | 2  | Davy De fauw    |         |
| CM                   | 25 | Ruud Vormer     |         |
| CM                   | 3  | Timmy Simons    |         |
| AM                   | 8  | Lior Refaelov   | 80'     |
| RW                   | 18 | Felipe Gedoz    | 57'     |
| CF                   | 58 | Obbi Oularé     | 68'     |
| LW                   | 63 | Boli Bolingoli  |         |
| Wisselspelers:       |    |                 |         |
|                      |    |                 |         |
| MF                   | 5  | Francisco Silva | 57' 75' |
| MF                   | 7  | Víctor Vázquez  | 68'     |
| FW                   | 9  | Tom De Sutter   | 80'     |
| Coach:               |    |                 |         |
| Michel Preud'homme   |    |                 |         |

### 1/16e finale (terug)
|                                                   |                                      |                |            |                                                                                         |
| 26 februari 2015 Knock-outfase UEFA Europa League | Club Brugge                          | 3 – 0          | Aalborg BK | Jan Breydelstadion, Brugge Toeschouwers: 11.804 Scheidsrechter: Anastasios Sidiropoulos |
| 26 februari 2015 Knock-outfase UEFA Europa League | 11' Vázquez 64' Oulare 74' Bolingoli | Wedstrijdfiche |            | Jan Breydelstadion, Brugge Toeschouwers: 11.804 Scheidsrechter: Anastasios Sidiropoulos |

| Club Brugge | Aalborg BK |

| Club Brugge (4–3–3): |    |                 |         |
|                      |    |                 |         |
| GK                   | 1  | Mathew Ryan     |         |
| RB                   | 19 | Thomas Meunier  | 78'     |
| CB                   | 4  | Óscar Duarte    |         |
| CB                   | 44 | Brandon Mechele |         |
| LB                   | 2  | Davy De fauw    |         |
| CM                   | 25 | Ruud Vormer     |         |
| CM                   | 3  | Timmy Simons    |         |
| AM                   | 7  | Víctor Vázquez  | 75'     |
| RW                   | 8  | Lior Refaelov   |         |
| CF                   | 58 | Obbi Oulare     | 75'     |
| LW                   | 63 | Boli Bolingoli  |         |
| Wisselspelers:       |    |                 |         |
|                      |    |                 |         |
| MF                   | 5  | Francisco Silva | 75'     |
| FW                   | 55 | Tuur Dierckx    | 75' 90' |
| DF                   | 28 | Laurens De Bock | 78'     |
| Coach:               |    |                 |         |
| Michel Preud'homme   |    |                 |         |

| Aalborg BK (4–4–2): |    |                      |         |
|                     |    |                      |         |
| GK                  | 1  | Nikolai Larsen       |         |
| RB                  | 20 | Henrik Dalsgaard     | 69'     |
| CB                  | 26 | Rasmus Thelander     |         |
| CB                  | 5  | Kenneth Petersen     |         |
| LB                  | 2  | Patrick Kristensen   |         |
| RM                  | 30 | Andreas Bruhn        |         |
| CM                  | 8  | Rasmus Würtz         | 53' 58' |
| CM                  | 21 | Kasper Risgaard      | 47'     |
| LM                  | 23 | Nicolaj Thomsen      |         |
| RF                  | 7  | Thomas Enevoldsen    | 63'     |
| LF                  | 11 | Nicklas Helenius     |         |
| Wisselspelers:      |    |                      |         |
|                     |    |                      |         |
| MF                  | 9  | Thomas Augustinussen | 58' 83' |
| MF                  | 18 | Anders Jacobsen      | 63'     |
| MF                  | 16 | Mathias Thrane       | 69'     |
| Coach:              |    |                      |         |
| Kent Nielsen        |    |                      |         |

### 1/8e finale (heen)
|                                                |                                  |                |             |                                                                               |
| 12 maart 2015 Knock-outfase UEFA Europa League | Club Brugge                      | 2 – 1          | Beşiktaş JK | Jan Breydelstadion, Brugge Toeschouwers: 18.000 Scheidsrechter: Craig Thomson |
| 12 maart 2015 Knock-outfase UEFA Europa League | 62' De Sutter 79' (pen) Refaelov | Wedstrijdfiche | 46' Töre    | Jan Breydelstadion, Brugge Toeschouwers: 18.000 Scheidsrechter: Craig Thomson |

| Club Brugge | Beşiktaş JK |

| Club Brugge (4–3–3): |    |                 |         |
|                      |    |                 |         |
| GK                   | 1  | Mathew Ryan     |         |
| RB                   | 19 | Thomas Meunier  |         |
| CB                   | 4  | Óscar Duarte    |         |
| CB                   | 44 | Brandon Mechele |         |
| LB                   | 28 | Laurens De Bock |         |
| CM                   | 2  | Davy De fauw    | 61'     |
| CM                   | 3  | Timmy Simons    |         |
| AM                   | 25 | Ruud Vormer     |         |
| RW                   | 8  | Lior Refaelov   |         |
| CF                   | 9  | Tom De Sutter   | 16' 87' |
| LW                   | 63 | Boli Bolingoli  | 46'     |
| Wisselspelers:       |    |                 |         |
|                      |    |                 |         |
| MF                   | 18 | Felipe Gedoz    | 46'     |
| FW                   | 58 | Obbi Oularé     | 61' 85' |
| FW                   | 55 | Tuur Dierckx    | 87'     |
| Coach:               |    |                 |         |
| Michel Preud'homme   |    |                 |         |

| Beşiktaş JK (4–2–3–1): |    |                  |     |
|                        |    |                  |     |
| GK                     | 1  | Cenk Gönen       | 69' |
| RB                     | 2  | Serdar Kurtuluş  |     |
| CB                     | 20 | Necip Uysal      | 42' |
| CB                     | 22 | Ersan Gülüm      |     |
| LB                     | 44 | Daniel Opare     |     |
| CM                     | 8  | Veli Kavlak      |     |
| CM                     | 18 | Tolgay Arslan    | 39' |
| RM                     | 7  | Gökhan Töre      |     |
| AM                     | 15 | Oğuzhan Özyakup  | 73' |
| LM                     | 10 | Olcay Şahan      | 83' |
| CF                     | 9  | Demba Ba         |     |
| Wisselspelers:         |    |                  |     |
|                        |    |                  |     |
| MF                     | 21 | Kerim Frei       | 73' |
| FW                     | 11 | Mustafa Pektemek | 83' |
| Coach:                 |    |                  |     |
| Slaven Bilić           |    |                  |     |

### 1/8e finale (terug)
|                                                |                 |                |                                  |                                                                                            |
| 19 maart 2015 Knock-outfase UEFA Europa League | Beşiktaş JK     | 1 – 3          | Club Brugge                      | Atatürk Olimpiyat Stadyumu, Istanboel Toeschouwers: 65.110 Scheidsrechter: Sergej Karasjov |
| 19 maart 2015 Knock-outfase UEFA Europa League | 48' Ramon Motta | Wedstrijdfiche | 61' De Sutter 80', 90' Bolingoli | Atatürk Olimpiyat Stadyumu, Istanboel Toeschouwers: 65.110 Scheidsrechter: Sergej Karasjov |

| Beşiktaş JK | Club Brugge |

| Beşiktaş JK (4–4–2): |    |                  |         |
|                      |    |                  |         |
| GK                   | 29 | Tolga Zengin     |         |
| RB                   | 44 | Daniel Opare     | 36' 71' |
| CB                   | 20 | Necip Uysal      |         |
| CB                   | 19 | Pedro Franco     |         |
| LB                   | 31 | Ramon Motta      |         |
| RM                   | 7  | Gökhan Töre      |         |
| CM                   | 8  | Veli Kavlak      | 83'     |
| CM                   | 18 | Tolgay Arslan    |         |
| LM                   | 10 | Olcay Şahan      | 90'     |
| RF                   | 9  | Demba Ba         |         |
| LF                   | 11 | Mustafa Pektemek | 74'     |
| Wisselspelers:       |    |                  |         |
|                      |    |                  |         |
| MF                   | 21 | Kerim Frei       | 71'     |
| FW                   | 23 | Cenk Tosun       | 74'     |
| Coach:               |    |                  |         |
| Slaven Bilić         |    |                  |         |

| Club Brugge (4–3–3): |    |                 |         |
|                      |    |                 |         |
| GK                   | 1  | Mathew Ryan     |         |
| RB                   | 19 | Thomas Meunier  | 63'     |
| CB                   | 4  | Óscar Duarte    |         |
| CB                   | 44 | Brandon Mechele |         |
| LB                   | 28 | Laurens De Bock |         |
| CM                   | 2  | Davy De fauw    | 60'     |
| CM                   | 3  | Timmy Simons    |         |
| AM                   | 25 | Ruud Vormer     |         |
| RW                   | 8  | Lior Refaelov   |         |
| CF                   | 9  | Tom De Sutter   | 81'     |
| LW                   | 22 | José Izquierdo  | 32' 65' |
| Wisselspelers:       |    |                 |         |
|                      |    |                 |         |
| MF                   | 18 | Felipe Gedoz    | 60'     |
| FW                   | 63 | Boli Bolingoli  | 65'     |
| FW                   | 58 | Obbi Oulare     | 81'     |
| Coach:               |    |                 |         |
| Michel Preud'homme   |    |                 |         |

### Kwartfinale (heen)
|                                                |                |       |           |                                                                               |
| 16 april 2015 Knock-outfase UEFA Europa League | Club Brugge    | 0 – 0 | FK Dnipro | Jan Breydelstadion, Brugge Toeschouwers: 26.600 Scheidsrechter: Damir Skomina |
| 16 april 2015 Knock-outfase UEFA Europa League | Wedstrijdfiche |       |           | Jan Breydelstadion, Brugge Toeschouwers: 26.600 Scheidsrechter: Damir Skomina |

| Club Brugge | FK Dnipro |

| Club Brugge (4–3–3): |    |                 |     |
|                      |    |                 |     |
| GK                   | 1  | Mathew Ryan     |     |
| RB                   | 2  | Davy De fauw    |     |
| CB                   | 3  | Timmy Simons    |     |
| CB                   | 44 | Brandon Mechele |     |
| LB                   | 28 | Laurens De Bock | 61' |
| CM                   | 25 | Ruud Vormer     | 60' |
| CM                   | 5  | Francisco Silva |     |
| AM                   | 7  | Víctor Vázquez  |     |
| RW                   | 8  | Lior Refaelov   | 89' |
| CF                   | 58 | Obbi Oulare     | 72' |
| LW                   | 22 | José Izquierdo  | 78' |
| Wisselspelers:       |    |                 |     |
|                      |    |                 |     |
| FW                   | 9  | Tom De Sutter   | 72' |
| FW                   | 55 | Tuur Dierckx    | 78' |
| MF                   | 43 | Sander Coopman  | 89' |
| Coach:               |    |                 |     |
| Michel Preud'homme   |    |                 |     |

| FK Dnipro (4–4–1–1): |    |                       |     |
|                      |    |                       |     |
| GK                   | 71 | Denys Bojko           |     |
| RB                   | 44 | Artem Fedetskyi       |     |
| CB                   | 23 | Douglas               |     |
| CB                   | 14 | Jevhen Tsjeberjatsjko | 57' |
| LB                   | 12 | Léo Matos             | 56' |
| RM                   | 24 | Valerij Loetsjkevytsj | 80' |
| CM                   | 7  | Dzjaba Kankava        |     |
| CM                   | 25 | Valerij Fedortsjoek   | 35' |
| LM                   | 10 | Jevhen Konopljanka    |     |
| AM                   | 29 | Roeslan Rotan         | 89' |
| CF                   | 9  | Nikola Kalinić        | 78' |
| Wisselspelers:       |    |                       |     |
|                      |    |                       |     |
| FW                   | 11 | Jevhen Seleznjov      | 78' |
| FW                   | 20 | Bruno Gama            | 80' |
| MF                   | 19 | Roman Bezoes          | 89' |
| Coach:               |    |                       |     |
| Myron Markevytsj     |    |                       |     |

### Kwartfinale (terug)
|                                                |             |                |             |                                                                                     |
| 23 april 2015 Knock-outfase UEFA Europa League | FK Dnipro   | 1 – 0          | Club Brugge | NSK Olimpiejsky, Kiev Toeschouwers: 16.234 Scheidsrechter: Alberto Undiano Mallenco |
| 23 april 2015 Knock-outfase UEFA Europa League | 82' Sjachov | Wedstrijdfiche |             | NSK Olimpiejsky, Kiev Toeschouwers: 16.234 Scheidsrechter: Alberto Undiano Mallenco |

| FK Dnipro | Club Brugge |

| FK Dnipro (4–2–3–1): |    |                       |     |
|                      |    |                       |     |
| GK                   | 71 | Denys Bojko           |     |
| RB                   | 44 | Artem Fedetskyi       |     |
| CB                   | 23 | Douglas               |     |
| CB                   | 14 | Jevhen Tsjeberjatsjko |     |
| LB                   | 12 | Léo Matos             |     |
| CM                   | 29 | Roeslan Rotan         | 59' |
| CM                   | 7  | Dzjaba Kankava        | 81' |
| RM                   | 24 | Valerij Loetsjkevytsj | 90' |
| AM                   | 19 | Roman Bezoes          | 46' |
| LM                   | 10 | Jevhen Konopljanka    |     |
| CF                   | 11 | Jevhen Seleznjov      | 73' |
| Wisselspelers:       |    |                       |     |
|                      |    |                       |     |
| FW                   | 28 | Jevhen Sjachov        | 46' |
| FW                   | 9  | Nikola Kalinić        | 73' |
| MF                   | 20 | Bruno Gama            | 90' |
| Coach:               |    |                       |     |
| Myron Markevytsj     |    |                       |     |

| Club Brugge (4–3–3): |    |                 |         |
|                      |    |                 |         |
| GK                   | 1  | Mathew Ryan     |         |
| RB                   | 2  | Davy De fauw    |         |
| CB                   | 4  | Óscar Duarte    |         |
| CB                   | 44 | Brandon Mechele |         |
| LB                   | 28 | Laurens De Bock |         |
| CM                   | 25 | Ruud Vormer     |         |
| CM                   | 3  | Timmy Simons    |         |
| AM                   | 8  | Lior Refaelov   |         |
| RW                   | 42 | Nikola Storm    | 86'     |
| CF                   | 9  | Tom De Sutter   | 70'     |
| LW                   | 22 | José Izquierdo  | 86'     |
| Wisselspelers:       |    |                 |         |
|                      |    |                 |         |
| FW                   | 58 | Obbi Oulare     | 70' 87' |
| FW                   | 7  | Víctor Vázquez  | 86'     |
| FW                   | 55 | Tuur Dierckx    | 86'     |
| Coach:               |    |                 |         |
| Michel Preud'homme   |    |                 |         |

## Beker van België

### Wedstrijden
| Beker van België                                    |                                                                            |                             |                                           | |                                   |
| Wedstrijddetails                                    | Thuisploeg                                                                 | Uitslag                     | Uitploeg                                  | Opstelling | Kaarten                           |
| 1/16 finale                                         |                                                                            |                             |                                           | |                                   |
| 24 september 2014 20:30 Jan Breydelstadion Brugge   | Club Brugge                                                                | 6-1                         | Eendracht Aalst (II)                      | Ryan De fauw, Engels, Mechele, De Bock Silva, Menegazzo, Gedoz (64' Vázquez) Storm, Castillo (46' De Sutter), Izquierdo (79' Vormer)        | 32' Castillo                      |
| 24 september 2014 20:30 Jan Breydelstadion Brugge   | 13' Castillo 15' Storm 62' Gedoz 76' De Sutter 78' Izquierdo 90' De Sutter | 1-0 2-0 3-0 3-1 4-1 5-1 6-1 | 73' De Neve                               | Ryan De fauw, Engels, Mechele, De Bock Silva, Menegazzo, Gedoz (64' Vázquez) Storm, Castillo (46' De Sutter), Izquierdo (79' Vormer)        | 32' Castillo                      |
| 1/8 finale                                          |                                                                            |                             |                                           | |                                   |
| 3 december 2014 20:30 Guldensporenstadion Kortrijk  | KV Kortrijk                                                                | 0-3                         | Club Brugge                               | Ryan Meunier (72' Silva), Duarte, Mechele, De fauw Vormer, Simons, Vázquez Refaelov, Castillo (74' De Sutter), Gedoz (90' Storm)            | 43' Gedoz 61' Vormer 70' Castillo |
| 3 december 2014 20:30 Guldensporenstadion Kortrijk  |                                                                            | 0-1 0-2 0-3                 | 52' Vázquez 77' Gedoz 90+4' Refaelov      | Ryan Meunier (72' Silva), Duarte, Mechele, De fauw Vormer, Simons, Vázquez Refaelov, Castillo (74' De Sutter), Gedoz (90' Storm)            | 43' Gedoz 61' Vormer 70' Castillo |
| Kwartfinale                                         |                                                                            |                             |                                           | |                                   |
| 17 december 2014 20:30 Achter de Kazerne Mechelen   | KV Mechelen                                                                | 0-0                         | Club Brugge                               | Ryan Meunier, Duarte, Mechele, De fauw Vormer, Simons, Vázquez (46' Izquierdo) Refaelov (80' Storm), De Sutter (88' Oulare), Gedoz          | 25' Mechele                       |
| 17 december 2014 20:30 Achter de Kazerne Mechelen   |                                                                            |                             |                                           | Ryan Meunier, Duarte, Mechele, De fauw Vormer, Simons, Vázquez (46' Izquierdo) Refaelov (80' Storm), De Sutter (88' Oulare), Gedoz          | 25' Mechele                       |
| 20 januari 2015 20:45 Jan Breydelstadion Brugge     | Club Brugge                                                                | 3-2                         | KV Mechelen                               | Kujović Meunier, Duarte, Mechele, De Bock De fauw (64' Izquierdo), Vormer, Simons Refaelov, Oulare (59' Castillo), Gedoz (75' Storm)        | 30' Meunier 34' Vormer            |
| 20 januari 2015 20:45 Jan Breydelstadion Brugge     | 24' Oulare 36' Oulare 90' Mechele                                          | 0-1 1-1 1-2 2-2 3-2         | 17' Bateau 31' De Witte                   | Kujović Meunier, Duarte, Mechele, De Bock De fauw (64' Izquierdo), Vormer, Simons Refaelov, Oulare (59' Castillo), Gedoz (75' Storm)        | 30' Meunier 34' Vormer            |
| Halve finale                                        |                                                                            |                             |                                           | |                                   |
| 3 februari 2015 20:45 Jan Breydelstadion Brugge     | Club Brugge                                                                | 5-1                         | Cercle Brugge                             | Kujović Meunier, Mechele, Denswil, De Bock Simons, Claudemir, Vázquez (83' Bolingoli) Gedoz (74' Storm), De Sutter (74' Dierckx), Izquierdo |                                   |
| 3 februari 2015 20:45 Jan Breydelstadion Brugge     | 14' Gedoz 49' De Sutter 63' Vázquez 78' Izquierdo 88' Storm                | 1-0 1-1 2-1 3-1 4-1 5-1     | 45+1' Bačelić-Grgić                       | Kujović Meunier, Mechele, Denswil, De Bock Simons, Claudemir, Vázquez (83' Bolingoli) Gedoz (74' Storm), De Sutter (74' Dierckx), Izquierdo |                                   |
| 11 februari 2015 20:45 Jan Breydelstadion Brugge    | Cercle Brugge                                                              | 2-3                         | Club Brugge                               | Ryan De fauw, Duarte, Denswil, De Bock Claudemir, Vormer (60' Simons), Silva Storm, Izquierdo (65' Dierckx), Bolingoli                      | 53' Duarte                        |
| 11 februari 2015 20:45 Jan Breydelstadion Brugge    | 75' Sukuta-Pasu 90' Buyl                                                   | 0-1 0-2 1-2 1-3 2-3         | 45+1' Bolingoli 51' De fauw 77' Bolingoli | Ryan De fauw, Duarte, Denswil, De Bock Claudemir, Vormer (60' Simons), Silva Storm, Izquierdo (65' Dierckx), Bolingoli                      | 53' Duarte                        |
| Finale                                              |                                                                            |                             |                                           | |                                   |
| 22 maart 2015 18:30 Koning Boudewijnstadion Brussel | Club Brugge                                                                | 2-1                         | RSC Anderlecht                            | Ryan Meunier, Duarte, Mechele, De Bock Simons, Vormer, Refaelov Izquierdo (81' Claudemir), De Sutter (73' Oulare), Bolingoli (59' Gedoz)    | 69' Gedoz 90+3' Refaelov          |
| 22 maart 2015 18:30 Koning Boudewijnstadion Brussel | 12' De Sutter 90+2' Refaelov                                               | 1-0 1-1 2-1                 | 89' Mitrović                              | Ryan Meunier, Duarte, Mechele, De Bock Simons, Vormer, Refaelov Izquierdo (81' Claudemir), De Sutter (73' Oulare), Bolingoli (59' Gedoz)    | 69' Gedoz 90+3' Refaelov          |

### Laatste 16
Dit schema toont de laatste 16 overgebleven clubs en de wedstrijden vanaf de 1/8 finales.
|  | 1/8 finale | 1/8 finale           | 1/8 finale         |     |               | kwartfinale | kwartfinale    | kwartfinale |  |  | halve finale | halve finale | halve finale |   |  | finale | finale | finale |
|  |            |                      |                    |     |               |             |                |             |  |  |              |              |              |   |  |        |        |        |
|  |            | Cercle Brugge        | 3                  |     |               |             |                |             |  |  |              |              |              |   |  |        |        |        |
|  |            | KVV Coxyde (III)     | 0                  |     |               |             |                |             |  |  |              |              |              |   |  |        |        |        |
|  |            | KVV Coxyde (III)     | 0                  |     | Cercle Brugge | 1 2         |                |             |  |  |              |              |              |   |  |        |        |        |
|  |            |                      |                    |     | Cercle Brugge | 1 2         |                |             |  |  |              |              |              |   |  |        |        |        |
|  |            |                      | Sporting Charleroi | 2 0 |               |             |                |             |  |  |              |              |              |   |  |        |        |        |
|  |            | Sporting Charleroi   | Sporting Charleroi | 2 0 | 2             |             |                |             |  |  |              |              |              |   |  |        |        |        |
|  |            |                      |                    |     | 2             |             |                |             |  |  |              |              |              |   |  |        |        |        |
|  |            | KV Oostende          | 0                  |     |               |             |                |             |  |  |              |              |              |   |  |        |        |        |
|  |            |                      |                    |     |               |             | Cercle Brugge  | 1 2         |  |  |              |              |              |   |  |        |        |        |
|  |            |                      |                    |     |               |             |                |             |  |  |              |              |              |   |  |        |        |        |
|  |            |                      | Club Brugge        | 5 3 |               |             |                |             |  |  |              |              |              |   |  |        |        |        |
|  |            | Olsa Brakel (III)    | Club Brugge        | 5 3 | 2             |             |                |             |  |  |              |              |              |   |  |        |        |        |
|  |            |                      |                    |     | 2             |             |                |             |  |  |              |              |              |   |  |        |        |        |
|  |            | KV Mechelen          | 3                  |     |               |             |                |             |  |  |              |              |              |   |  |        |        |        |
|  |            | KV Mechelen          | 3                  |     | KV Mechelen   | 0 2         |                |             |  |  |              |              |              |   |  |        |        |        |
|  |            |                      |                    |     | KV Mechelen   | 0 2         |                |             |  |  |              |              |              |   |  |        |        |        |
|  |            |                      | Club Brugge        | 0 3 |               |             |                |             |  |  |              |              |              |   |  |        |        |        |
|  |            | KV Kortrijk          | Club Brugge        | 0 3 | 0             |             |                |             |  |  |              |              |              |   |  |        |        |        |
|  |            |                      |                    |     | 0             |             |                |             |  |  |              |              |              |   |  |        |        |        |
|  |            | Club Brugge          | 3                  |     |               |             |                |             |  |  |              |              |              |   |  |        |        |        |
|  |            |                      |                    |     |               |             |                |             |  |  |              |              | Club Brugge  | 2 |  |        |        |        |
|  |            |                      |                    |     |               |             |                |             |  |  |              |              |              | 2 |  |        |        |        |
|  |            |                      | RSC Anderlecht     | 1   |               |             |                |             |  |  |              |              |              |   |  |        |        |        |
|  |            | Zulte Waregem        | RSC Anderlecht     | 1   | 2             |             |                |             |  |  |              |              |              |   |  |        |        |        |
|  |            | Zulte Waregem        |                    |     | 2             |             |                |             |  |  |              |              |              |   |  |        |        |        |
|  |            | Lierse SK            | 1                  |     |               |             |                |             |  |  |              |              |              |   |  |        |        |        |
|  |            | Lierse SK            | 1                  |     | Zulte Waregem | 0 2         |                |             |  |  |              |              |              |   |  |        |        |        |
|  |            |                      |                    |     | Zulte Waregem | 0 2         |                |             |  |  |              |              |              |   |  |        |        |        |
|  |            |                      | RSC Anderlecht     | 3 4 |               |             |                |             |  |  |              |              |              |   |  |        |        |        |
|  |            | RSC Anderlecht       | RSC Anderlecht     | 3 4 | 4             |             |                |             |  |  |              |              |              |   |  |        |        |        |
|  |            |                      |                    |     | 4             |             |                |             |  |  |              |              |              |   |  |        |        |        |
|  |            | Racing Mechelen (II) | 1                  |     |               |             |                |             |  |  |              |              |              |   |  |        |        |        |
|  |            |                      |                    |     |               |             | RSC Anderlecht | 2 3         |  |  |              |              |              |   |  |        |        |        |
|  |            |                      |                    |     |               |             |                |             |  |  |              |              |              |   |  |        |        |        |
|  |            |                      | KAA Gent           | 0   |               |             |                |             |  |  |              |              |              |   |  |        |        |        |
|  |            | Lommel United (II)   | KAA Gent           | 0   | 0             |             |                |             |  |  |              |              |              |   |  |        |        |        |
|  |            | Lommel United (II)   |                    |     | 0             |             |                |             |  |  |              |              |              |   |  |        |        |        |
|  |            | KAA Gent             | 1                  |     |               |             |                |             |  |  |              |              |              |   |  |        |        |        |
|  |            | KAA Gent             | 1                  |     | KAA Gent      | 4 1         |                |             |  |  |              |              |              |   |  |        |        |        |
|  |            |                      |                    |     | KAA Gent      | 4 1         |                |             |  |  |              |              |              |   |  |        |        |        |
|  |            |                      | KSC Lokeren        | 1 0 |               |             |                |             |  |  |              |              |              |   |  |        |        |        |
|  |            | Standard Luik        | KSC Lokeren        | 1 0 | 1             |             |                |             |  |  |              |              |              |   |  |        |        |        |
|  |            | Standard Luik        |                    |     | 1             |             |                |             |  |  |              |              |              |   |  |        |        |        |
|  |            | KSC Lokeren          | 4                  |     |               |             |                |             |  |  |              |              |              |   |  |        |        |        |

Opmerking: het getal tussen haakjes duidt op het resultaat in de strafschoppenreeks

### Finale
|                                             |                              |       |                |                                                                                      |
| 22 maart 2015 18:30 Finale Beker van België | Club Brugge                  | 2 – 1 | RSC Anderlecht | Koning Boudewijnstadion, Brussel Toeschouwers: 45.000 Scheidsrechter: Serge Gumienny |
| 22 maart 2015 18:30 Finale Beker van België | De Sutter 12' Refaelov 90+2' |       | 89' Mitrović   | Koning Boudewijnstadion, Brussel Toeschouwers: 45.000 Scheidsrechter: Serge Gumienny |

| Club Brugge | Anderlecht |

| Club Brugge:       |    |                 |         |
|                    |    |                 |         |
| GK                 | 1  | Mathew Ryan     |         |
| RB                 | 19 | Thomas Meunier  |         |
| CB                 | 4  | Óscar Duarte    |         |
| CB                 | 44 | Brandon Mechele |         |
| LB                 | 28 | Laurens De Bock |         |
| CM                 | 3  | Timmy Simons    |         |
| CM                 | 25 | Ruud Vormer     |         |
| AM                 | 8  | Lior Refaelov   |         |
| RW                 | 22 | José Izquierdo  | 81'     |
| CF                 | 9  | Tom De Sutter   | 72'     |
| LW                 | 63 | Boli Bolingoli  | 60'     |
| Wisselspelers:     |    |                 |         |
| DF                 | 2  | Davy De fauw    |         |
| MF                 | 5  | Francisco Silva |         |
| MF                 | 6  | Claudemir       | 81'     |
| FW                 | 18 | Felipe Gedoz    | 60' 69' |
| GK                 | 33 | Vladan Kujović  |         |
| MF                 | 55 | Tuur Dierckx    |         |
| FW                 | 58 | Obbi Oulare     | 72'     |
| Coach:             |    |                 |         |
| Michel Preud'homme |    |                 |         |

| RSC Anderlecht: |    |                      |         |
|                 |    |                      |         |
| GK              | 1  | Silvio Proto         |         |
| RB              | 12 | Maxime Colin         | 11' 85' |
| CB              | 13 | Rolando              |         |
| CB              | 3  | Olivier Deschacht    |         |
| LB              | 2  | Fabrice N'Sakala     | 76'     |
| CM              | 32 | Leander Dendoncker   |         |
| CM              | 16 | Steven Defour        |         |
| AM              | 10 | Dennis Praet         |         |
| RW              | 7  | Andy Najar           | 60'     |
| CF              | 45 | Aleksandar Mitrović  |         |
| LW              | 11 | Marko Marin          | 58'     |
| Wisselspelers:  |    |                      |         |
| DF              | 14 | Bram Nuytinck        |         |
| FW              | 18 | Frank Acheampong     | 58'     |
| MF              | 20 | Ibrahima Conté       | 85'     |
| MF              | 31 | Youri Tielemans      |         |
| GK              | 33 | Davy Roef            |         |
| FW              | 35 | Aaron Leya Iseka     | 76'     |
| DF              | 39 | Anthony Vanden Borre |         |
| Coach:          |    |                      |         |
| Besnik Hasi     |    |                      |         |

## Individuele prijzen
| Prijs                         | Winnaar            |
| ----------------------------- | ------------------ |
| Profvoetballer van het Jaar   | Víctor Vázquez     |
| Trainer van het Jaar          | Michel Preud'homme |
| Keeper van het Jaar           | Mathew Ryan        |
| Beste doelman (Gouden Schoen) | Mathew Ryan        |